# Permis bateau plaisance
 (septembre 2018).
Pour les articles homonymes, voir Permis de conduire.
Le permis bateau plaisance est le permis de conduire les véhicules nautiques de plaisance à usage personnel à titre de plaisancier donc sans activité commerciale. 
Le brevet  de  capitaine de yacht est pour la conduite professionnelle des navires de plaisance pour effectuer une activité commerciale à titre de métier. 

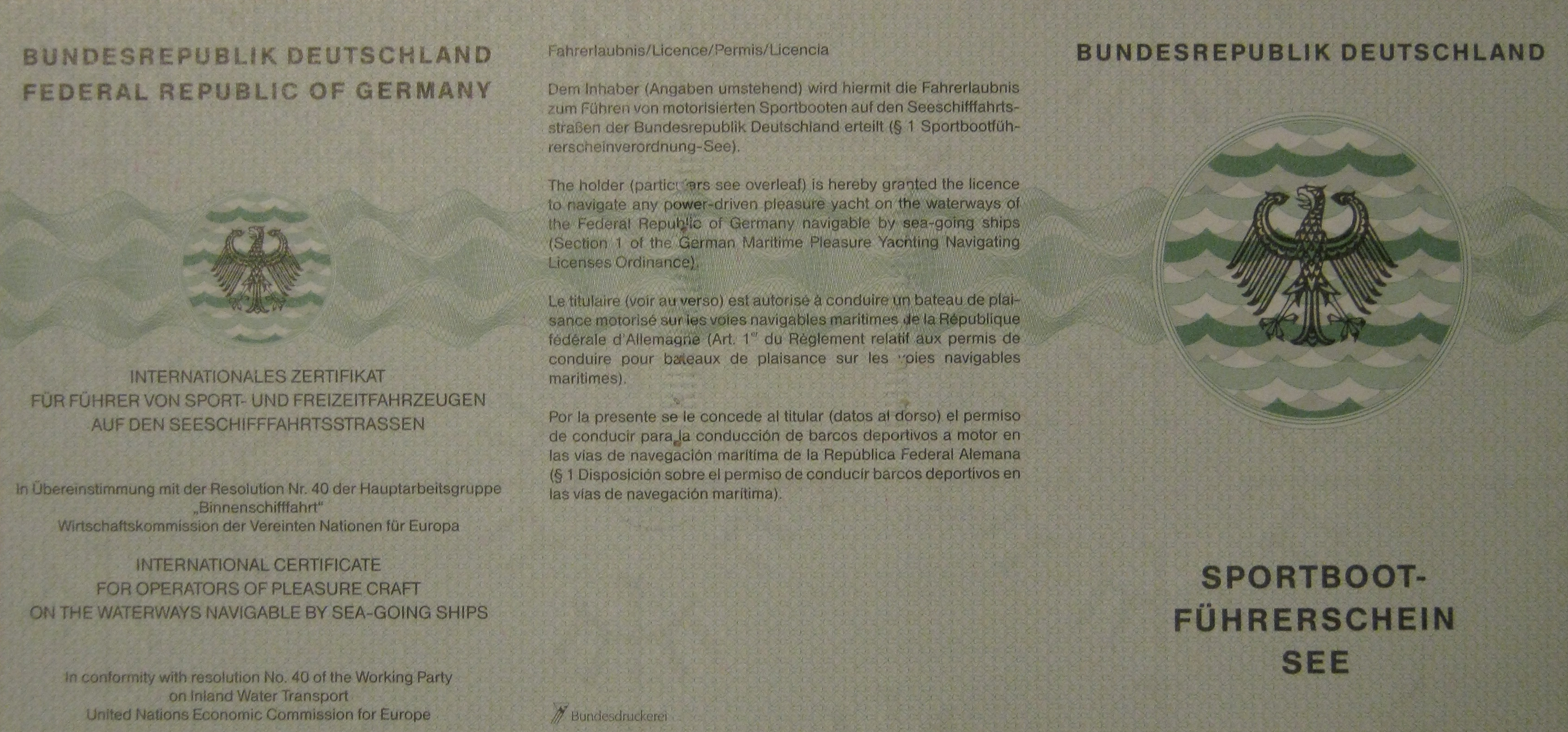
Permis bateau de plaisance en Allemagne

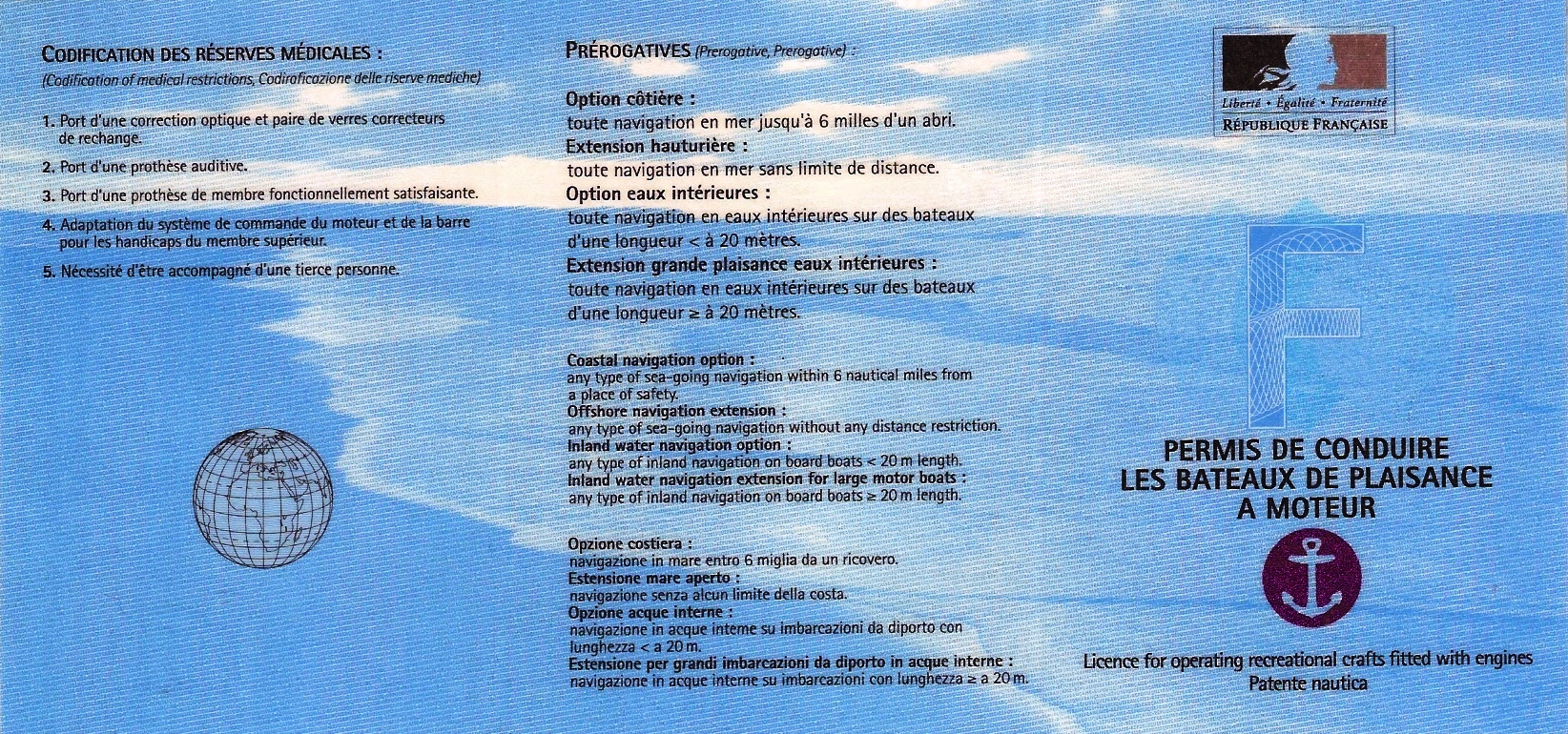
Permis bateau de plaisance en France.

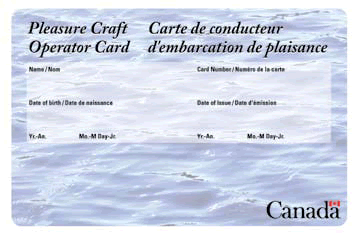
Carte de conducteur d'embarcation de plaisance au Canada.

Selon les pays, la conduite d'un véhicule nautique de plaisance (bateau, véhicule amphibie, moto aquatique, aéroglisseur, sous-marin de poche) est sujette à l'obtention de formes différentes de permis.
En France, la formation théorique et pratique est encadrée par des formateurs agréés appelés « formateurs bateaux écoles ». Le certificat international de conducteur d'embarcations de plaisance est pour effectuer des navigations : côtières le long des états étrangers, pour des traversées (transit) internationales entre plusieurs pays, pour naviguer sur les eaux intérieures des États étrangers.
Le brevet de capitaine de yacht (désigné aussi skipper professionnel) est le permis pour la conduite professionnelle des navires de plaisance.

## En France

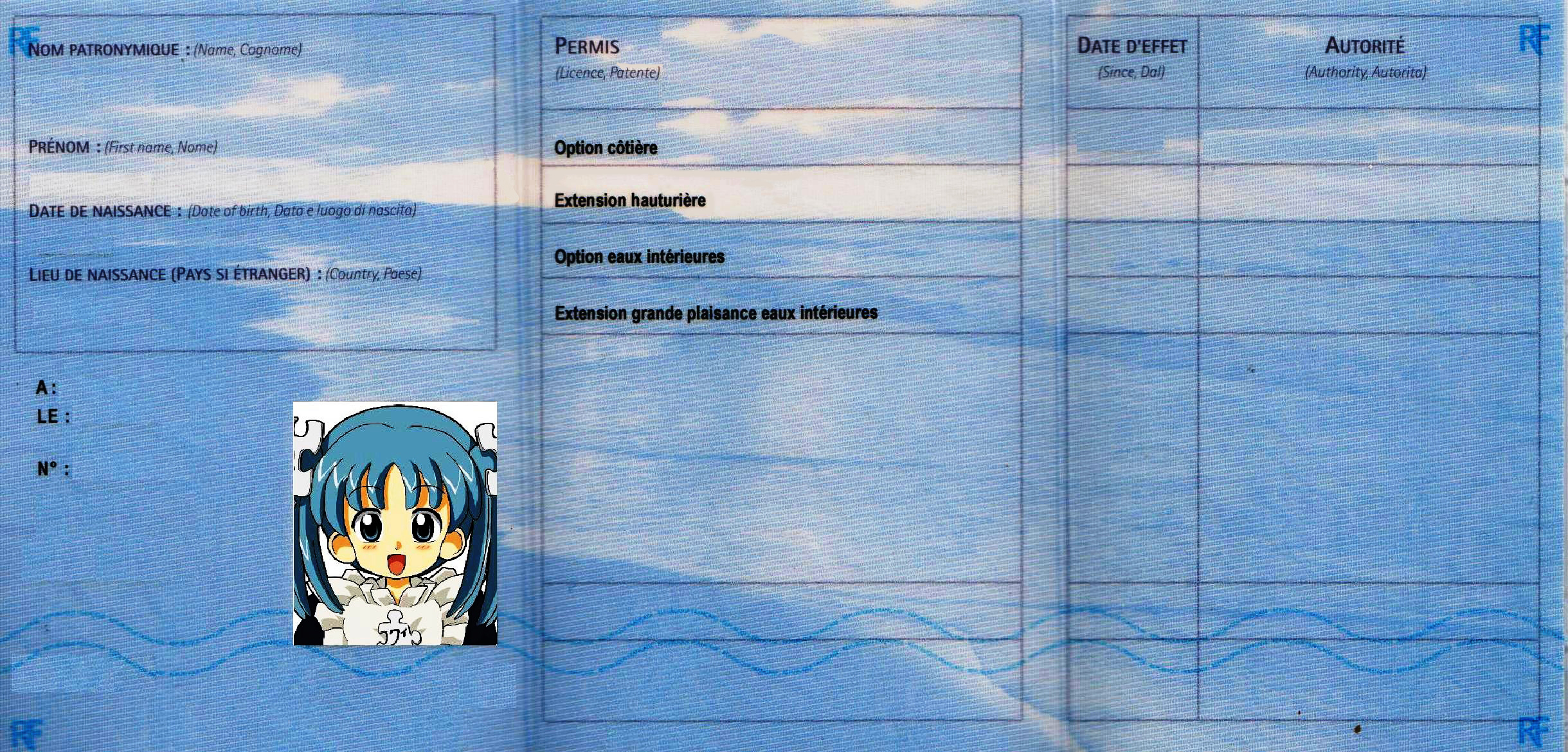
Permis de conduire les bateaux de plaisance à moteur. Permis délivré en France jusqu'au 2 octobre 2024.

La pratique de cette activité aux commandes d'un bateau à moteur est encadrée en France par des textes, d'où émergent (depuis le 1er janvier 2008) le permis plaisance à 2 options et à 2 extensions (ce titre est de couleur bleu clair à 3 volets, plastifié) :
- En eaux intérieures jusqu'à la limite de l'inscription maritime :
  - l'option eaux intérieures (pour conduire un bateau de plaisance de moins de 20 m[4] de long sur les fleuves, rivières, canaux, lacs et étangs).
  - l'extension grande plaisance en eaux intérieures (sans limitation de la longueur du bateau).
- En mer :
  - l'option côtière pour une navigation en mer limitée à 6 milles d’un abri ( ~ 11 km d’un abri)
  - l'extension Hauturière (toutes distances en mer).

Le permis plaisance option côtière (avec ou sans extension Hauturière) permet aussi en France de conduire un bateau de plaisance inférieur à 20 m sur un « plan d'eau de navigation intérieure fermé » de « navigation de type 3 » (étangs en France et lacs en France dépourvus de navire de commerce, sans péniche).
Le permis plaisance permet dans les eaux territoriales françaises et dans les eaux intérieures françaises de se servir d'un poste de transmission radioélectrique fonctionnant dans la gamme des ondes métriques 156 MHz à 162 MHz, avec une puissance de 25 W avec/ou sans l'Appel sélectif numérique sur le canal 70.
Une fois délivré, le permis plaisance ou permis de conduire les bateaux de plaisance à moteur est valable à vie. Ce permis peut être retiré, temporairement ou définitivement selon la faute commise.
En France, les personnes âgées d'au moins seize ans peuvent conduire durant une année un bateau de plaisance à moteur en eaux maritimes ou en eaux intérieures sans permis, à condition d'être accompagnées d'une personne titulaire depuis au moins trois ans de l'un des permis de conduire les bateaux de plaisance à moteur pour la navigation pratiquée,.

### Formation permis plaisance
Seul un bateau-école agréé est habilité à former un candidat au passage d'un permis plaisance.
Pour la préparation du permis plaisance option côtière ou du permis plaisance option eaux intérieures, la formation théorique avec l'examen peut être effectuée indifféremment avant, après ou pendant la formation pratique avec l’évaluation.
Tableau des parcours des formations au permis de conduire les véhicules nautiques de plaisance à usage personnel 
| Permis plaisance                     | Parcours des formations pour naviguer en mer                                                                                | Parcours des formations pour naviguer sur les fleuves, rivières, canaux, lacs, étangs                                                                 |
| ------------------------------------ | --- | --- |
| Prérequis                            | Âge minimum requis de 16 ans et conditions d’aptitude médicale                                                              | Âge minimum requis de 16 ans et conditions d’aptitude médicale                                                                                        |
| Formation pratique (tronc commun)    | 1 h 30 (qui peut être faite en collectif) portant sur les compétences du chef de bord et 2 h minimum à la barre d'un bateau | 1 h 30 (qui peut être faite en collectif) portant sur les compétences du chef de bord et 2 h minimum à la barre d'un bateau                           |
| Examen pratique                      | Évaluations durant la formation pratique                                                                                    | Évaluations durant la formation pratique |
| Formation théorique                  | 5 heures minimum sur le code maritime et la radio VHF                                                                       | 5 heures minimum sur le code en eaux intérieures et la radio VHF                                                                                      |
| Examen théorique                     | Questionnaire à choix multiples (QCM) maritime de 40 questions (5 fautes maximum)                                           | QCM eaux intérieures de 40 questions (5 fautes maximum)                                                                                               |
| Permis                               | Permis plaisance option côtière                                                                                             | Permis plaisance option eaux intérieures |
| Navigations                          | Conduites des embarcations de plaisance à usage personnel en mer jusqu'à 6 milles d’un abri (~ 11 km d’un abri)             | Conduites des embarcations < 20 m de plaisance à usage personnel en eaux intérieures                                                                  |
|                                      | | |
| Prérequis pour l'extension du permis | Titulaire du permis plaisance option côtière (ou du « permis A » ou du « permis mer côtier »)                               | Âge minimum requis de 18 ans, certificat d’aptitude médicale, titulaire du : permis plaisance option eaux intérieures ou du certificat S              |
| Formation                            | formation sur table | 5 heures minimum depuis la passerelle à la barre d'un bateau de plus de 20 m de longueur et 4 heures de formation théorique et pratique sur le bateau |
| Examen                               | d'une durée d'1 h 30 d'exercices sur : la carte du SHOM no 9999, calcul de marée de courant et QCM                          | Évaluations durant la formation sur le bateau de plus de 20 m de longueur                                                                             |
| Permis                               | Permis plaisance extension hauturière                                                                                       | Permis plaisance extension grande plaisance |
| Navigations                          | Conduites des embarcations de plaisance à usage personnel en mer (sans limitation)                                          | Conduites des embarcations de plaisance à usage personnel en eaux intérieures (sans limitation)                                                       |
|                                      | | |

### Prix des permis

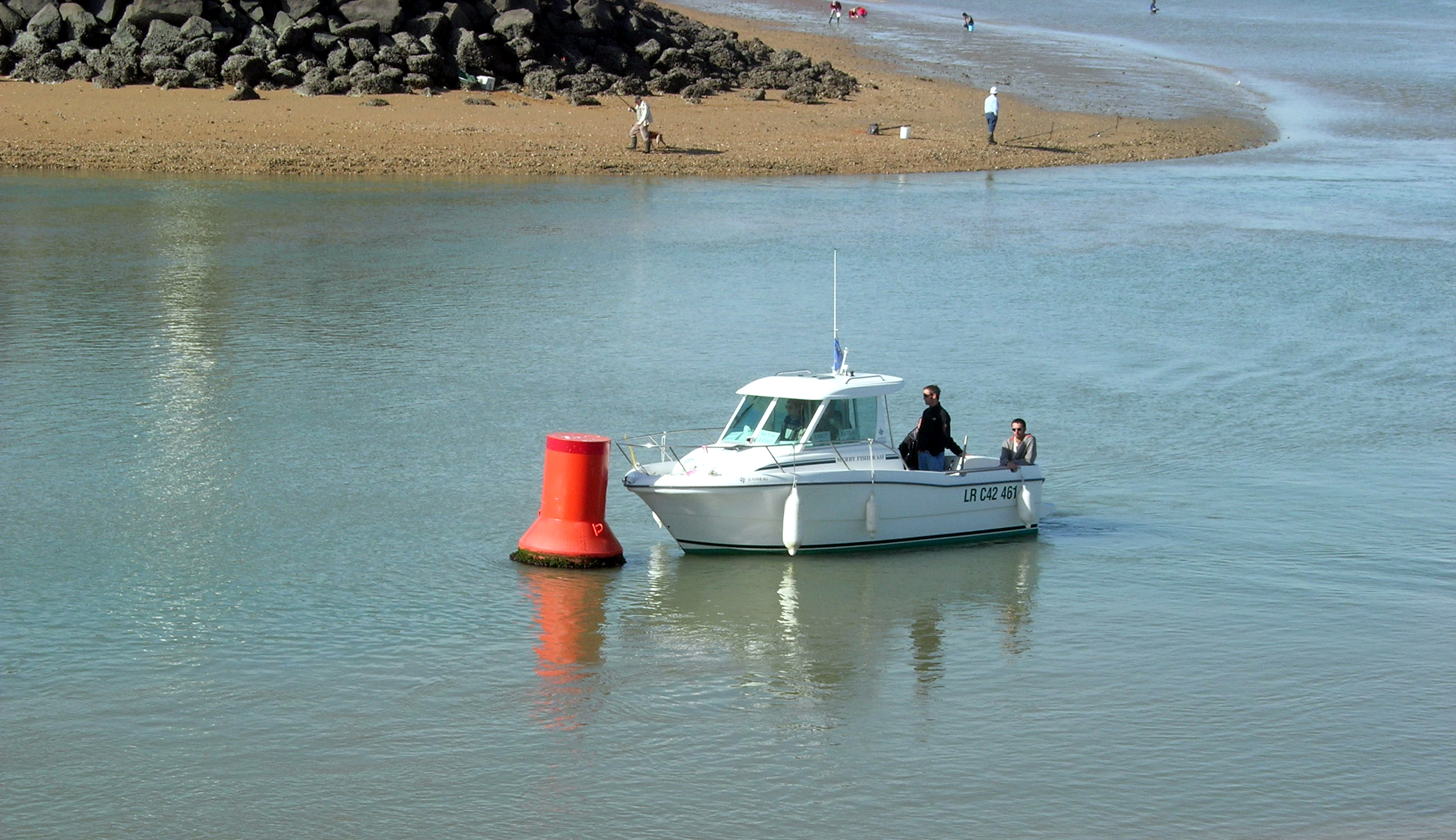
Exercices d'un bateau-école.

En France, le tarif moyen d'une formation varie en fonction de l'organisme (association ou société commerciale), de la région, de la période de l'année exemple : le tarif plus élevé est avant la période des vacances scolaires, la période intéressante est après des vacances scolaires, sur des salons nautiques les tarifs sont comparables  : 
- le manuel de cours, le manuel de tests ou tests en ligne, (la carte no 9999 pour l'extension hauturière), sont compris dans le prix de la formation ou en option ;
- l'inscription, le livret du candidat, le livret de certification et les frais de dossier sont compris ou en plus du prix de la formation ;
- le contrat de formation donc en cas d'échec avec ou sans des cours de rattrapage compris.

Le tarif moyen d'un permis plaisance pour l'option côtière ou pour l'option eaux intérieures en France varie entre 300 € et 450 €. 30 € de droit d'inscription et 78 € de droit de délivrance du permis.
Le tarif moyen pour la seule formation théorique à l'option côtière ou à l'option eaux intérieures pour les personnes déjà titulaires d'un permis plaisance varie entre 100 € et 200 €.30 € de droit d'inscription au permis.
Le tarif moyen pour la formation à l'extension hauturière en France varie entre 250 € et 600 € pour les personnes déjà titulaires du permis plaisance option côtière. Avec un timbre fiscal de 38 € de droit d'inscription au permis.
Le tarif moyen pour la formation à l'extension grande plaisance en eaux intérieures en France pour les personnes déjà titulaires du permis plaisance option eaux intérieures varie entre 600 € pour la formation sur la péniche du candidat et jusqu'à 2 000 € par candidat sur une péniche bateau-école habitable durant une excursion de quelques jours. Avec un timbre fiscal de 38 € de droit d'inscription au permis.

### Conduite accompagnée
Pour accélérer la mise à niveau du candidat voulant passer un permis de conduire d’un bateau de plaisance à moteur la conduite accompagnée est possible. L’accompagnateur doit être titulaire depuis au moins trois années d’un permis de conduire les bateaux de plaisance à moteur pour la navigation pratiquée et envoyer à l’administration une déclaration de conduite accompagnée d’un bateau de plaisance à moteur,.

### Permis plaisance en mer

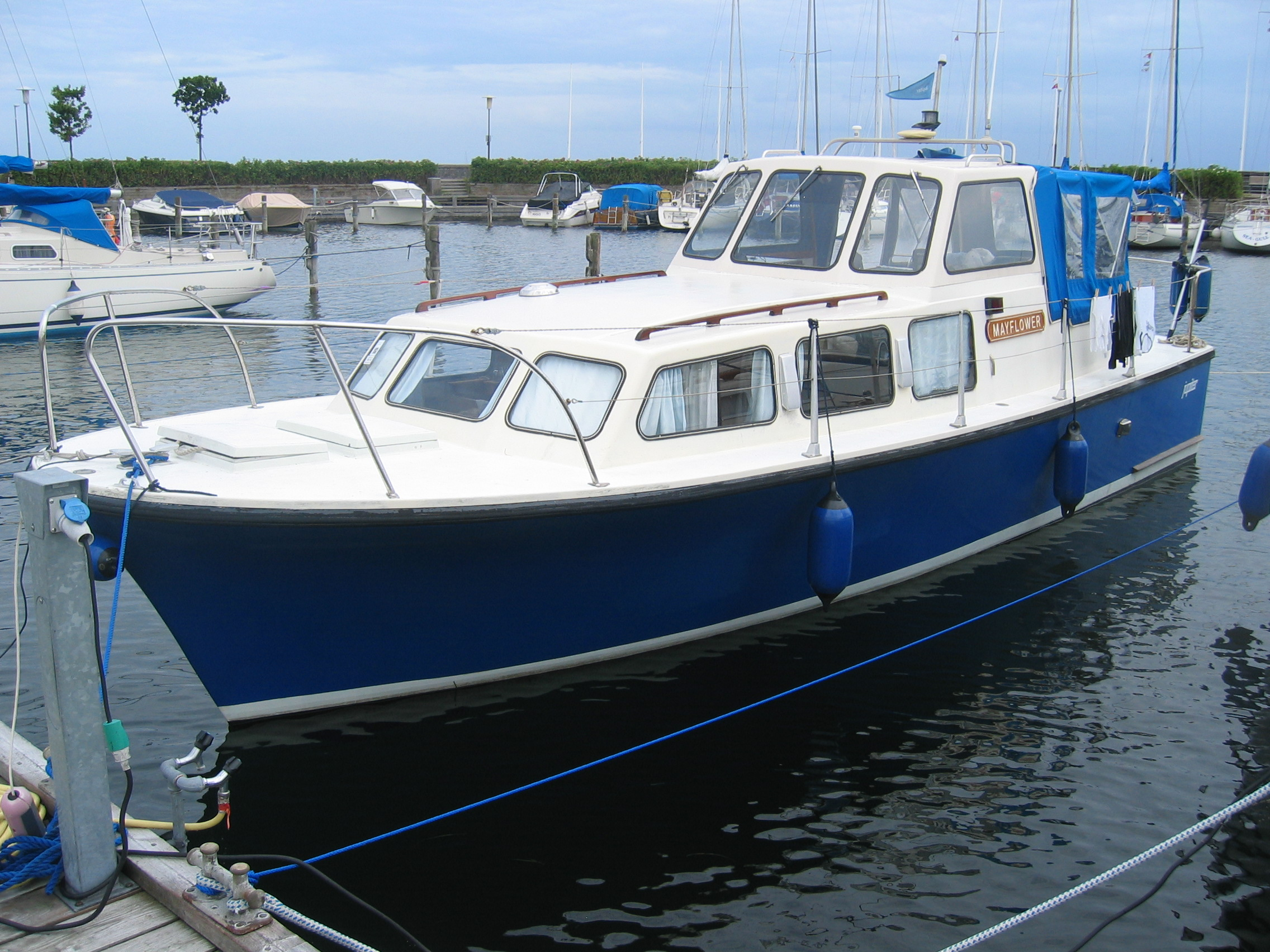
Bateau de plaisance à moteur.

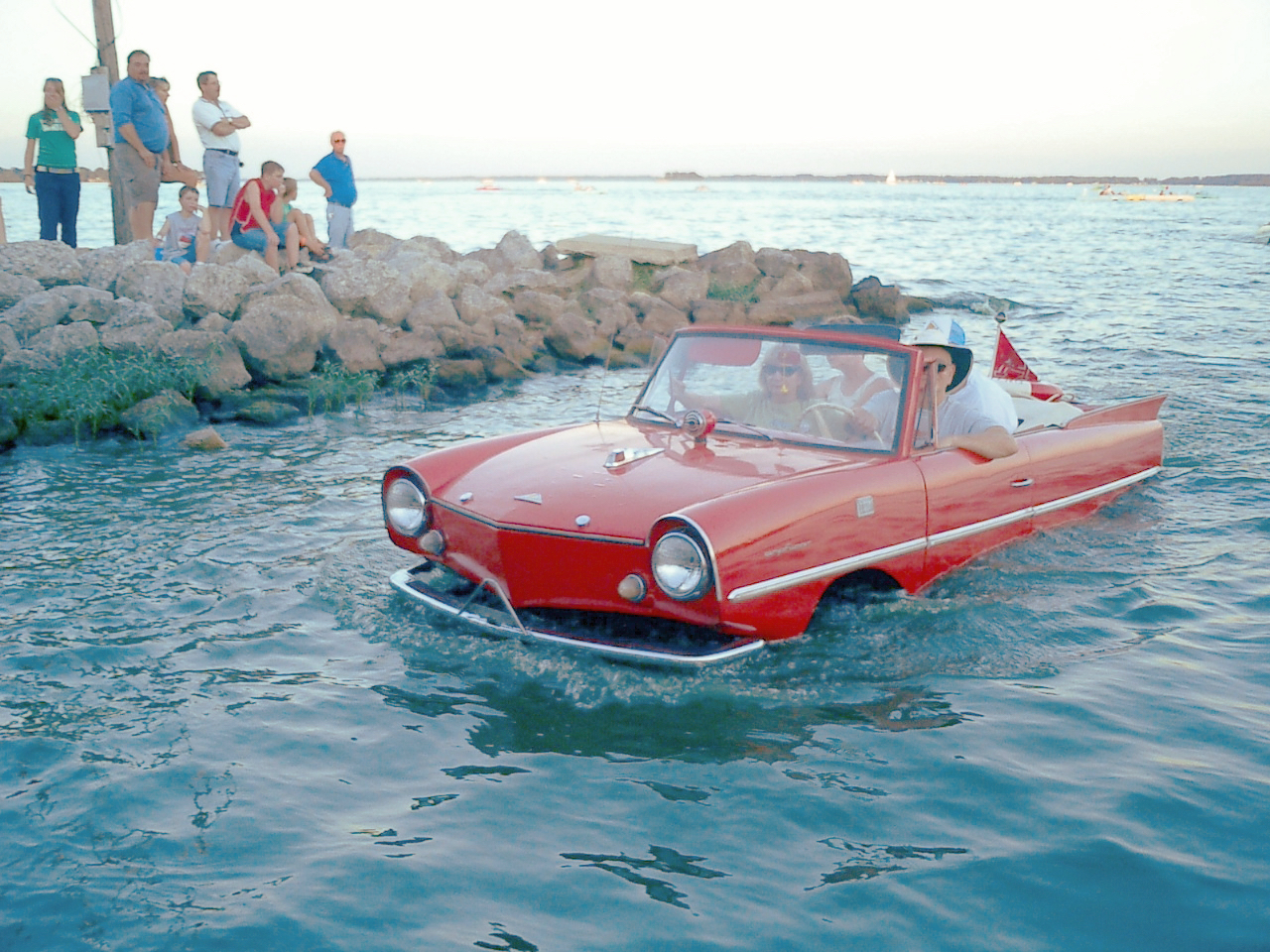
Véhicule amphibie de plaisance.

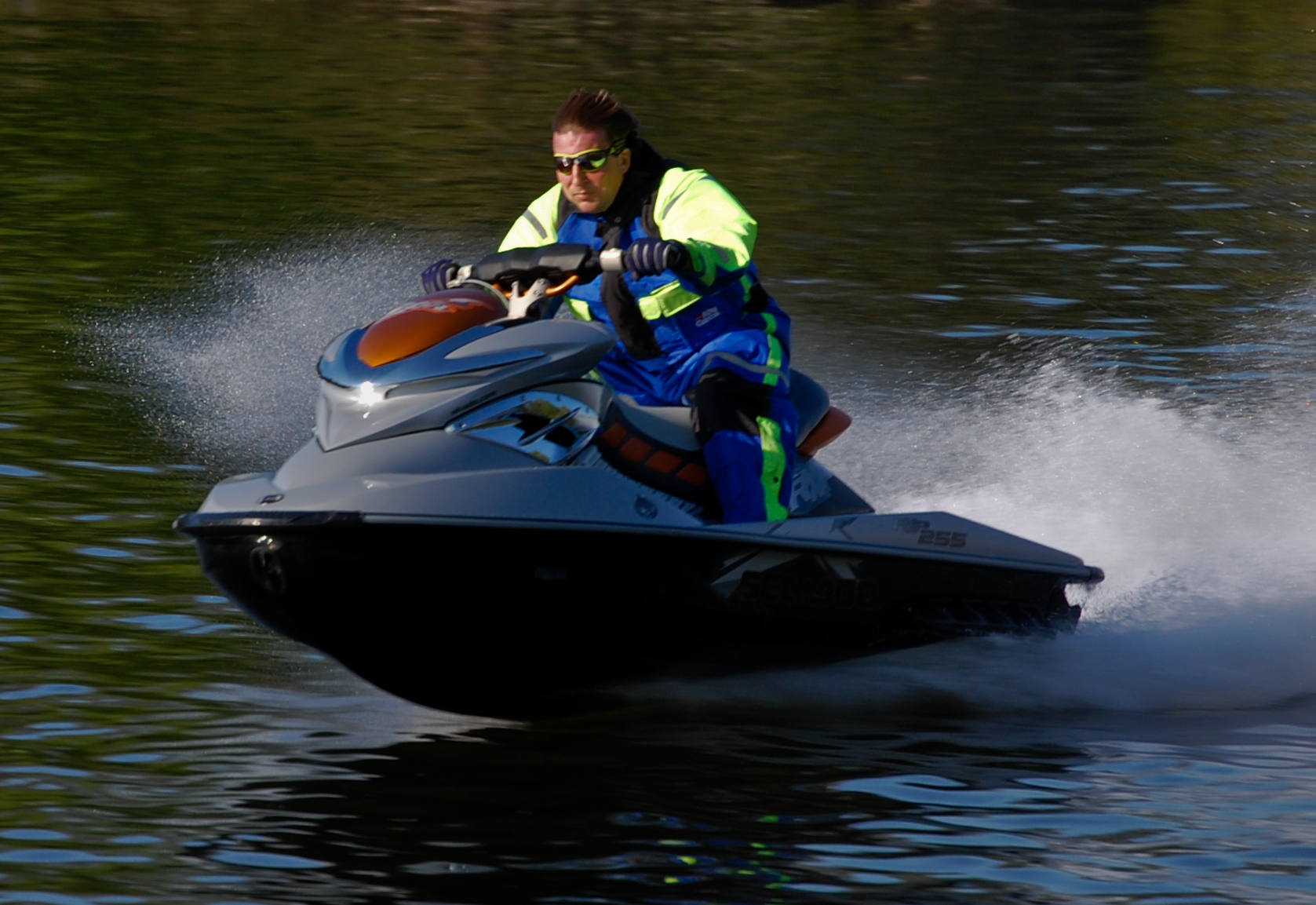
Motomarine, aussi nommée scooter des mers et moto aquatique.

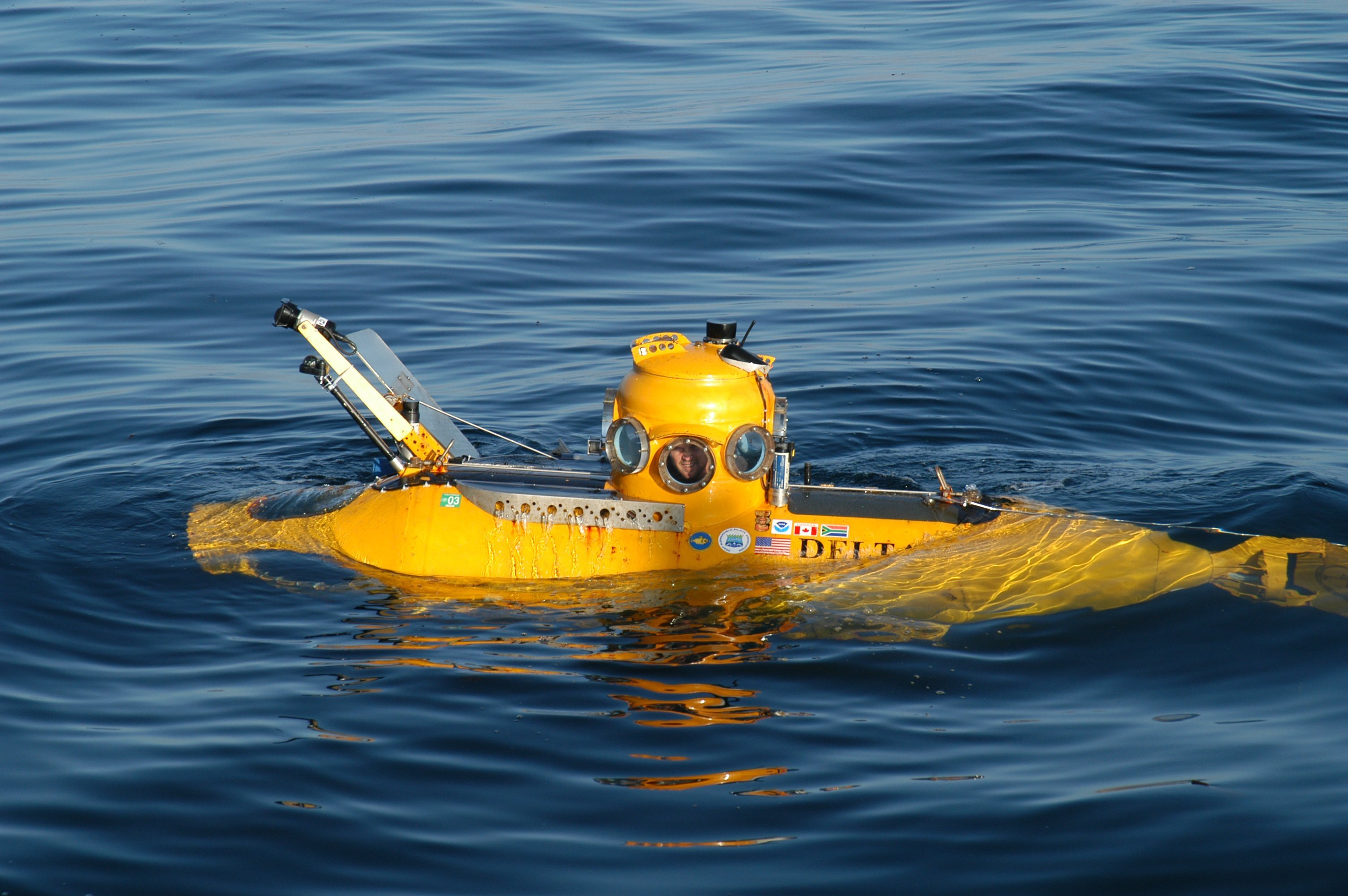
Sous-marin de poche ou Sous-marin de tourisme.

En France, pour conduire un bateau de plaisance à moteur, le chef de bord doit être titulaire du permis plaisance mer avec l'option côtière et éventuellement l'extension hauturière (toutes distances en mer).
L'obtention d'un permis de conduire un bateau à moteur est nécessaire si la puissance motrice du navire est supérieure à 4,5 kW, soit 6,11 ch. Sont considérés comme voiliers par l'administration les navires dont la propulsion principale est vélique, à condition que :
{\displaystyle As\geq 0{,}07\left(m_{LDC}\right)^{\frac {2}{3}}}
{\displaystyle m_{LDC}}Exprimée en kilogrammes (kg), étant la masse du navire en condition de charge ;
{\displaystyle As}
Exprimée en mètres carrés (m2), étant la surface de voilure projetée, calculée comme :
- la somme des surfaces projetées en profil de toutes les voiles qui peuvent être établies lorsque le navire navigue au près, sur des bômes, cornes, bouts-dehors, queues de malet ou autres espars, et
- de la surface du ou des triangles avant, jusqu'à l'étai le plus avancé, fixé de manière permanente pendant le fonctionnement du bateau au mât portant les voiles établies, sans recouvrement, en supposant que les drailles et les chutes sont des lignes droites.

La surface du triangle avant de chaque mât doit être celle donnée par {\displaystyle I\times J/2}, où I et J sont les mesurages entre la face avant du mât, l'extrémité arrière de l'étai et la ligne de livet au droit du mât. La surface des espars n'est pas incluse dans le calcul de la surface de voilure projetée, à l'exception des mâts-ailes.
Aujourd'hui, il n'existe pas de permis voile pour un usage exclusivement personnel d'un voilier. En conséquence, n'importe qui peut louer ou se procurer un voilier pour usage personnel sans avoir à prouver sa capacité à le prendre en main. Pour pallier cette défaillance, il arrive que certains loueurs professionnels demandent, à titre privé, des preuves de l'expérience du futur chef de bord. L'arrêté du 28 septembre 2007 relatif au permis de conduire des bateaux de plaisance instituent deux titres de conduite en mer :
- l'option "Côtière"
- l'extension "Hauturière"

Leurs validités respectives dépendent des conditions de navigation et leur accès est réservé aux personnes âgées de 16 ans et plus. Toutefois, le candidat présentant l'extension « Grande plaisance en eaux intérieures » doit être âgé de 18 ans. Le permis est obligatoire pour piloter un bateau de plaisance à moteur lorsque la puissance de l'appareil propulsif est supérieure à 4,5 kilowatts (6 chevaux). L'administration des affaires maritimes prend en charge les permis pour les départements côtiers. Les services de navigation et la direction départementale de l'équipement (DDE) prennent en charge les permis pour les départements non-côtiers.
Un permis plaisance en mer permet aussi de conduire en France un bateau de plaisance jusqu’à 20 m sur un « plan d'eau de navigation intérieure fermé » de « navigation de type 3 » (étangs et lacs sans navire de commerce, sans péniche).

#### Le permis plaisance option côtière
La navigation par cabotage peut se faire, de jour comme de nuit et à condition de naviguer avec un bateau de plaisance dans la limite des 6 milles d'un abri (~11 km d'un abri), dont la définition est la suivante : tout lieu où le navire et son équipage peut soit accoster, soit mouiller en toute sécurité. Au-delà de cette limite, il faut être titulaire de l'extension Hauturière.
Le permis côtier est un surnom couramment utilisé pour désigner le permis plaisance : « permis A » (ancien permis), « permis mer côtier » (ancien permis) et le « permis plaisance option côtière ».
Le « permis côtier » proprement-dit est délivré par la marine nationale à son personnel, ce permis côtier permet la délivrance par équivalence du « permis plaisance option côtière » pour la conduite des bateaux de plaisance à moteur.

##### L'obtention du permis mer option "côtière"

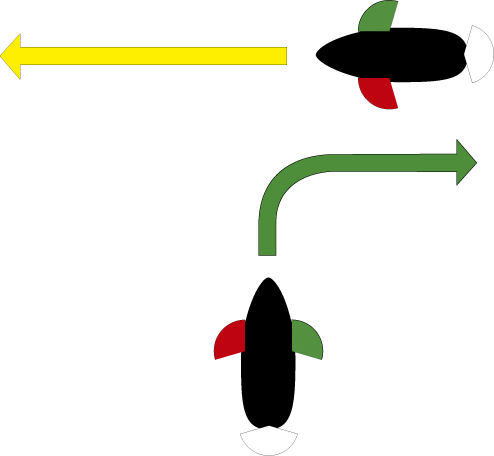
Croisement entre bateaux.

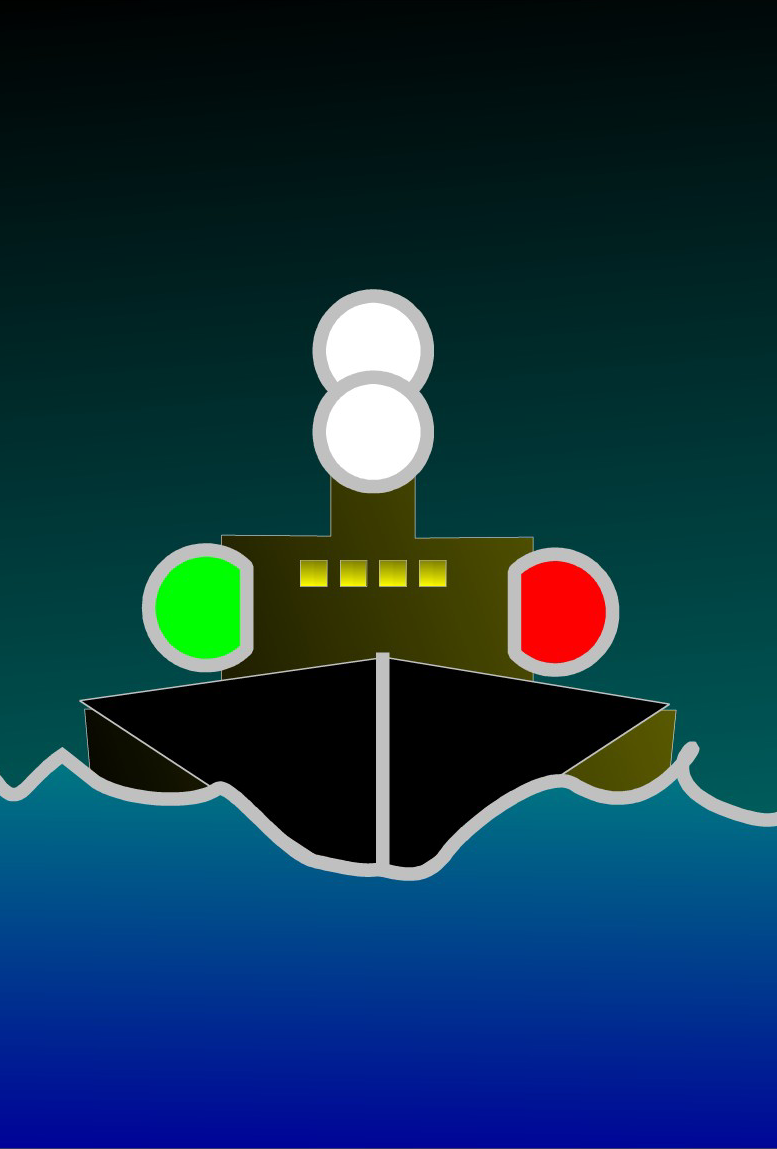
Vue de face d'un navire de plus de 50 mètres.

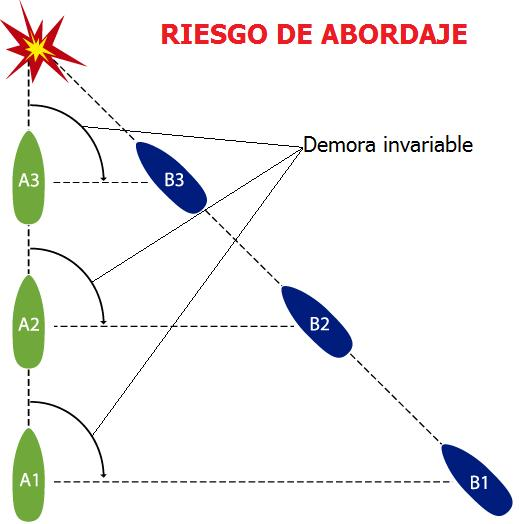
Abordage.

Marques cardinales.

Le passage et l'obtention du permis côtier se déroule généralement en trois phases :
- Une formation théorique de cinq heures minimum dans un établissement agréé par l'état (depuis le 1er juin 2013)
- Un examen de code (code côtier quarante questions avec cinq fautes maximum depuis le 1er juin 2022) à valider auprès d'un service instructeur
- Une formation pratique d'une heure et trente minutes minimum (qui peut être faite en collectif) portant sur les compétences du chef de bord (utilisation du matériel de sécurité, utilisation de la carte marine, utilisation pratique de la VHF, capacité à décider d'une sortie en fonction de la météo) et une formation pratique de 2 heures de conduite minimum à la barre d'un bateau.

L'examen théorique
L'examen se compose de deux évaluations, l'une théorique se déroulant dans un centre d'examen et l'autre pratique validée par le centre bateau-école. Les connaissances théoriques sont vérifiées lors d'un QCM électronique de 40 questions à choix multiples portant sur :
- le balisage, balisage des plages, pictogrammes,
- les signaux, phoniques, de trafic portuaire, de détresse, météorologiques,
- les feux et marques des navires,
- les règles de barre et de route,
- l'armement de sécurité,
- les règlements de navigation,
- la sécurité, l'environnement, l'utilisation de la carte marine,
- l'utilisation d'une radio VHF et utilisation de l'appel sélectif numérique.

La formation théorique doit avoir lieu dans un centre bateau-école agréé. Le candidat peut passer l'examen théorique en tant que candidat libre s'il est déjà titulaire de l'option eaux intérieures. L'inscription se fait auprès de la Direction Départementale des Affaires Maritime du lieu de l'examen. S'il réside dans un département non côtier, il peut d'inscrire dans un service instructeur en eaux intérieures pour passer le permis mer.
Les compétences pratiques sont certifiées par le centre de formation après un apprentissage individuel ou collectif d'une durée minimum obligatoire de 3 heures et 30 minutes dont deux de conduite effective à la barre du navire, le formateur valide chacun des acquis sur un livret d'apprentissage. Parmi les objectifs pédagogiques principaux, on peut noter :
- la sécurité du plaisancier (brassières et matériels de sécurité, utilisation de la VHF),
- les incontournables du plaisancier (météo et utilisation de la carte marine en navigation côtière),
- les responsabilités du plaisancier (responsabilité du chef de bord, utilisation des signaux de détresse, respect de l'environnement…),
- la conduite du bateau (mise en marche, alignement, marche arrière…),
- les manœuvres du bateau (accoster/appareiller, prendre un coffre, mouiller, récupérer un homme à la mer…).

Pour être reçu à l'examen théorique, il faut 35/40 minimum à l'ensemble de l'épreuve.
La formation pratique évaluée
La formation pratique est dispensée par un instructeur agréé par l'état. La formation à la barre du bateau formateur, est d'une durée minimum de 2h par candidat. Cette formation est validée par l'instructeur ; elle peut être d'une durée supérieure à 2 heures si les compétences du candidat sont insuffisante pour réaliser l'ensemble du programme.
Le suivi de la formation pratique est inscrite d'un livret appelé « Livret du candidat ».
Programme de la formation pratique évaluée
1 heure et 30 minutes minimum collectives « la sécurité du plaisancier, les incontournables et les responsabilités du plaisancier » :
- assurer la sécurité individuelle, assurer la sécurité collective,
- connaître les règles élémentaires de l'usage des moyens de radiocommunication embarqués,
- décider de l'opportunité de la sortie en fonction d'un bulletin météorologique,
- respecter le balisage et identifier les obstacles sur une zone de navigation,
- être responsable de l'équipage et du bateau,
- utiliser à bon escient les moyens de détresse,
- respecter le milieu naturel.

2 heures individuelles « conduite et manœuvres du bateau » :
- maîtriser la mise en route du moteur,
- maîtriser la trajectoire,
- maîtriser la vitesse,
- maîtriser l'arrêt de la propulsion,
- maîtriser la marche arrière,
- maîtriser l'utilisation des alignements,
- arriver et partir d'un quai,
- prendre un coffre,
- mouiller/ancrer,
- récupérer une personne tombée à l'eau.

#### Le permis plaisance extension hauturière

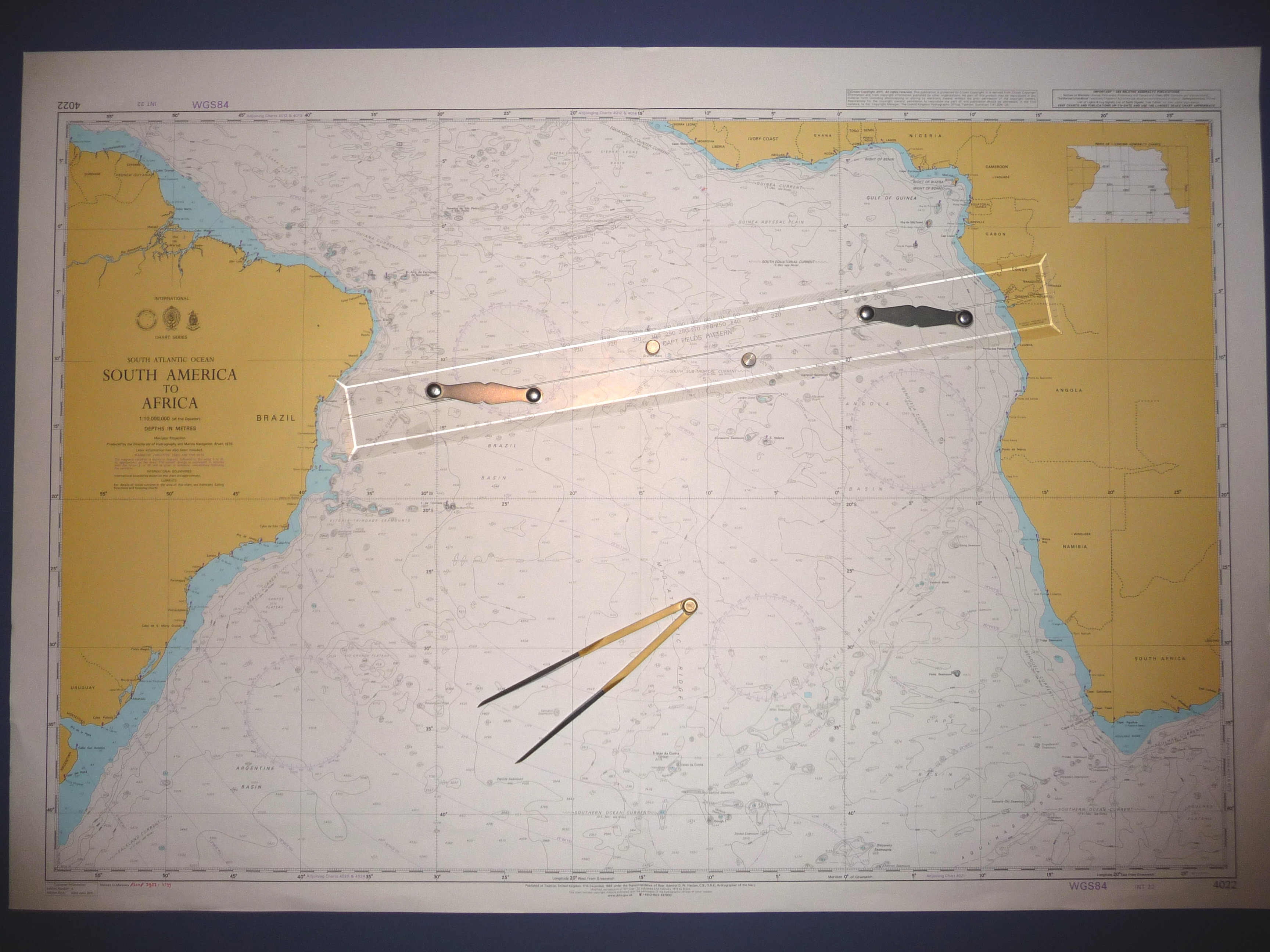
Carte marine, compas, règle rapporteur.

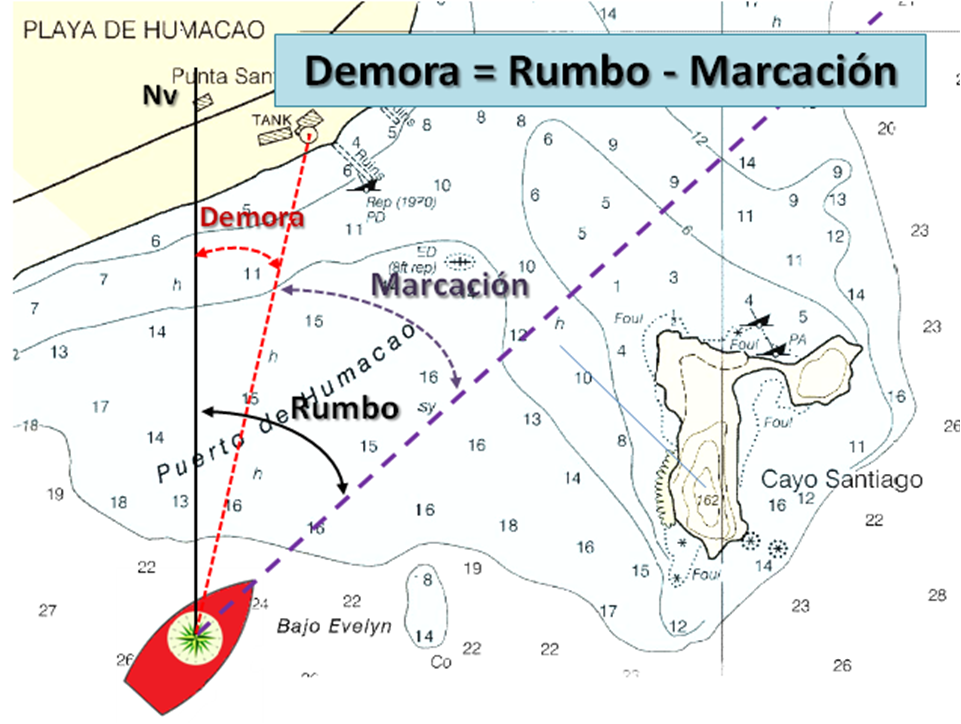
Navigation maritime sur carte marine.

Travail sur carte marine.

L'extension hauturière permet de piloter tous les types de bateaux de plaisance à moteur sans limite de puissance et sans aucune limite de distance des côtes. Il est à noter que le chef de bord d'un voilier n'a pas besoin de permis pour naviguer en France, toutefois « tout bateau à propulsion vélique dont le rapport entre la surface de voilure exprimée en mètres carrés et la masse en kilogrammes est inférieur à un coefficient fixé par un arrêté » nécessite un permis. Pour s'inscrire à l'examen de l'extension hauturière, le candidat doit au préalable être titulaire du permis plaisance option côtière. La navigation peut se faire, de nuit comme de jour et sans limitation de distance, sous réserve que le navire soit armé avec la dotation de matériel hauturier. Les candidats doivent réussir un examen théorique d'1 h 30 sur la navigation, la marée, la météorologie, les aides électroniques à la navigation et la réglementation.

##### L'examen
L'inscription se fait auprès de la Direction Départementale des Affaires Maritimes du lieu de l'examen. Si on réside dans un département non côtier, on peut s'inscrire dans un service instructeur en eaux intérieures pour passer son extension hauturière. Le candidat peut passer cet examen en tant que candidat libre. La durée de l'examen est d'une heure trente. Le candidat doit se présenter avec un compas à pointes sèches, une règle de navigation (règle Cras), une carte marine d'exercices SHOM no 9999 (qui sera conservée par le service examinateur à la fin de l'épreuve), une calculatrice non programmable, un crayon mine 2B gras, une gomme.
Contrairement au permis côtier et au CRR, il s'agit ici d'exercices pratiques sur carte, l'examinateur remettra au candidat le sujet et deux feuilles blanches à remettre en fin d'examen pour expliquer à l'examinateur les calculs réalisés. Le correcteur placera un calque sur la carte et suivra les calculs sur feuille afin de valider les réponses fournies.
L'essentiel de la préparation au permis hauturier est donc moins du cours que l'application pratique de ce cours dans des exercices, et examens blancs. Par ailleurs les exercices et examens blancs familiariseront le candidat avec les différents amers, balises et phares de la carte 9999 parce que nombre de candidats perdent beaucoup de temps à chercher les balises et amers mentionnés dans le sujet.
Les épreuves :
- Deux exercices sur cartes : notés chacun sur 6 points,
  - Porter et relever des points en vue de côtes (amer, relèvements),
  - Calculs de caps et traçages de routes avec et sans marée.
  - Identification de phares,
- Un calcul de marée à partir d'un port principal : noté sur 4 points,
- Deux questions QCM sur la météo marine : notées chacune sur 1 point,
- Deux questions QCM sur les aides électroniques à la navigation : notées chacune sur 1/2 points,
- Une question QCM sur le matériel de sécurité : notée sur 1 point.

Pour être reçu :
- 10/20 minimum à l'ensemble de l'épreuve,
- dont 7/12 minimum aux exercices sur cartes,
- Titulaire du permis plaisance option côtière ou passage de l'examen du permis plaisance option côtière.

## Le bateau doit lui aussi être en règle
Le bateau doit être immatriculé auprès des affaires maritimes. Avoir une carte de circulation de navire de plaisance (comparable à la carte grise d’une voiture automobile).
Si le bateau a une longueur supérieure à 7 mètres, il doit être francisé auprès des services des douanes.
Si le bateau bat pavillon étranger, il doit être titulaire d'un passeport délivré par le chef du bureau de douane d'un port d'attache.
En cas de modification des caractéristiques du navire, il faut se rapprocher des affaires maritimes car certains de ces caractéristiques doivent être portées sur l'acte de francisation et sur le titre de navigation.

## Les contrôles exercés par la douane
Dans le cadre de ses missions de surveillance générale, la douane comme les affaires maritimes peut contrôler le bateau dans les ports, les baies et les rades ainsi qu'en mer dans les eaux territoriales françaises et dans les zones contigües (jusqu'à 24 milles nautiques de côtes).
Dans les ports les marchandises à bord peuvent être contrôlées et éventuellement taxées. En mer, les contrôles effectués portent sur le bateau, les personnes, les marchandises, les documents du navire et de la régularité vis-à-vis de la réglementation fiscale. La douane peut également exercer d'autres contrôles comme la pêche, la chasse maritime, la pêche sous-marine, du régime du tourisme, lutte contre les trafics des stupéfiants, police de la navigation et contrôle de sécurité, à ce titre les équipements embarqués doivent être conformes à la division 240 .
L'équipement basique est obligatoire si navigation jusqu'à 2 milles d'un abri, l'équipement côtier est obligatoire si navigation jusqu'à 6 milles d'un abri et l'équipement hauturier est obligatoire si navigation au-delà de 6 milles d'un abri.

## Permis plaisance en eaux intérieures

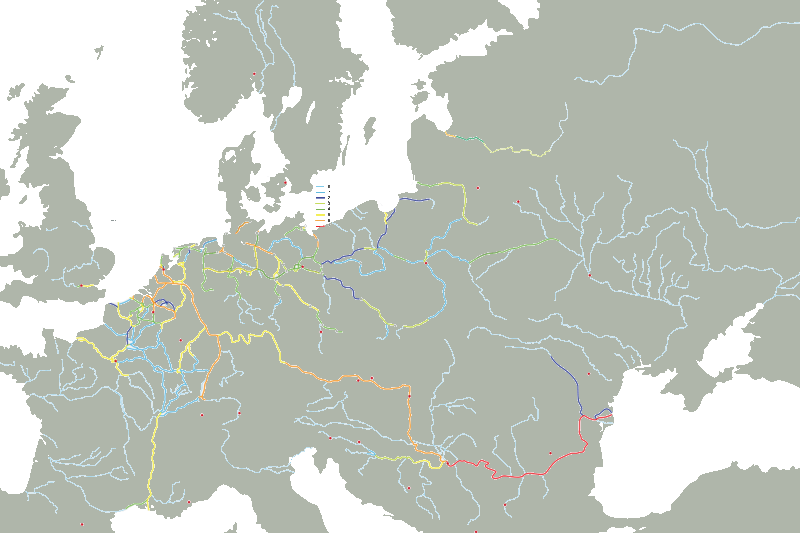
Réseau des voies navigables Européen eaux intérieures.

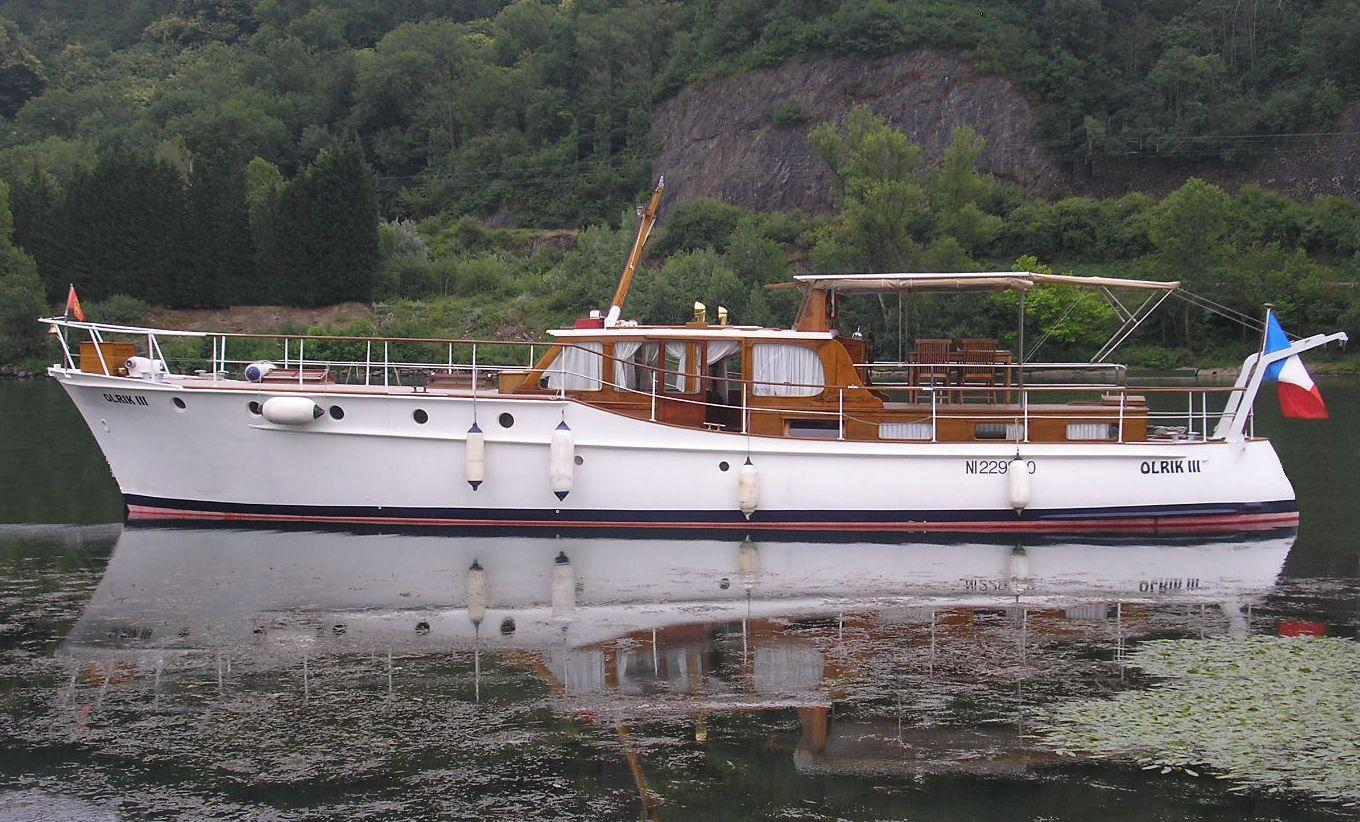
Navigation en eaux intérieures.

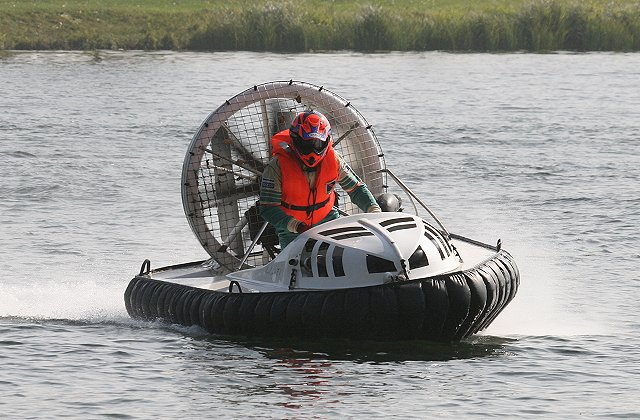
Aéroglisseur (véhicule nautique de plaisance).

Depuis janvier 2008, une réforme simplifie les titres fluviaux (autrefois appelés certificats fluviaux). Il existe un permis principal et une extension :
- le permis plaisance option Eaux intérieures
- l'extension Grande plaisance en eaux intérieures

Il est nécessaire d'être titulaire d'un permis de naviguer si la puissance du moteur est supérieure à 6 chevaux (4,5 kW). Contrairement au domaine maritime, même le barreur d'un voilier disposant d'un moteur doit être titulaire du permis si la puissance est supérieure à 6 cv. Le permis plaisance option Eaux intérieures concerne les plaisanciers aux commandes d'un navire de longueur inférieure à 20 m. L'extension Grande plaisance en eaux intérieures est requise pour tout bateau de plaisance de 20 m et plus.

### Permis plaisance option eaux intérieures

#### L'examen
Comme pour l'option côtière, il s'agit d'un questionnaire à choix multiples de 40 questions pour la partie théorique dont 5 questions à l'utilisation d'une radio VHF. Les épreuves théoriques de l'examen portent sur :
- les caractéristiques des voies et plans d’eau ;
- le fonctionnement des écluses gardées, automatiques ou manuelles ;
- le fonctionnement des barrages et les consignes de sécurité à observer ;
- les conditions de stationnement et d’amarrage ;
- la définition des termes en usage les plus courants utilisés par les plaisanciers ;
- le devoir de vigilance ;
- les règles de route et de stationnement ;
- la signalisation visuelle et sonore, la connaissance des règles de balisage des voies et plans d’eau navigables ;
- la signalisation des bateaux, les marques d’identification ;
- les dispositions particulières aux menues embarcations ;
- les notions essentielles sur l’organisation et les missions des services chargés des voies navigables, des visites et du contrôle ;
- les notions élémentaires sur les règlements particuliers de police ;
- la réglementation relative au titre de conduite des bateaux de plaisance à moteur ;
- le nombre de personnes ou la charge embarquées ;
- la protection de l’environnement : l’entretien du navire, les rejets, la protection des berges, de la faune et de la flore ;
- connaissances élémentaires du service radiotéléphonique fluvial, de ses spécificités et du bon usage d’une station radioélectrique fonctionnant dans la gamme des ondes métriques (VHF) : réseaux du service radiotéléphonique fluvial, fréquences et voies ; code ATIS (Automatic Transmitter Identification System), réglementation spécifique ; communications liées à la détresse et à la sécurité, protection des fréquences de détresse.

La formation pratique est obligatoirement assurée par un établissement de formation agréé et se déroule à bord d'un « bateau-école » enregistré comme tel ; cette formation pratique est commune avec celle de l'option côtière. Le titulaire d'une première option « côtière » est dispensé de la formation et de l'évaluation pratique.
Les compétences pratiques sont certifiées par le centre de formation après un apprentissage individuel ou collectif d'une durée minimum obligatoire de 3 heures et 30 minutes dont deux de conduite effective à la barre du navire, le formateur valide chacun des acquis sur un livret d'apprentissage. Parmi les objectifs pédagogiques principaux, on peut noter :
- la sécurité du plaisancier (brassières et matériels de sécurité, utilisation de la VHF),
- les incontournables du plaisancier (météo et utilisation d'une carte en zone fluviale),
- les responsabilités du plaisancier (responsabilité du chef de bord, utilisation des signaux de détresse, respect de l'environnement…),
- la conduite du bateau (mise en marche, alignement, marche arrière…),
- les manœuvres du bateau (accoster/appareiller, prendre un coffre, ancrer, récupérer une personne tombée à l'eau).

#### Signalisation

Quelques panneaux :

### Permis plaisance extension grande plaisance en eaux intérieures

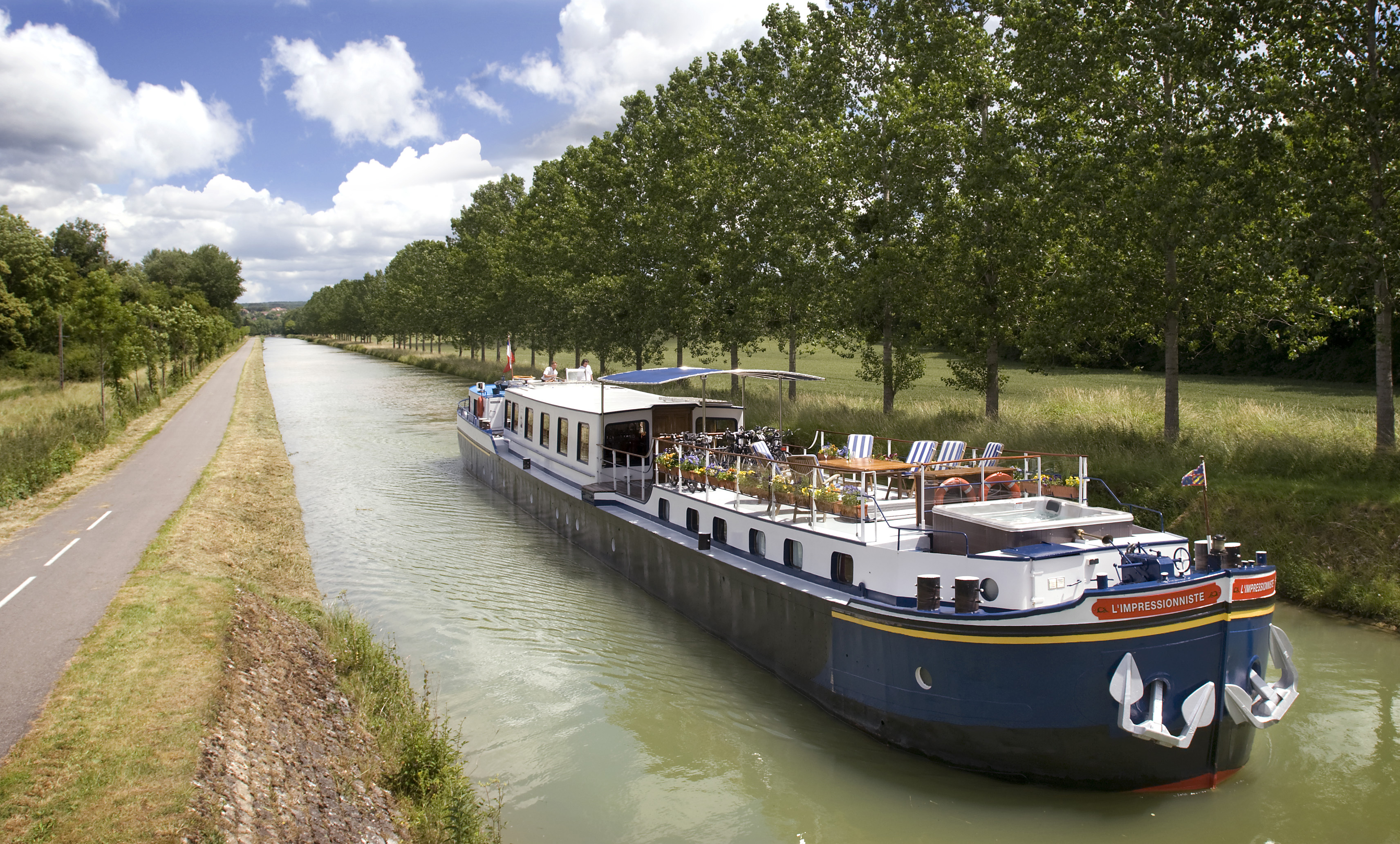
Conduite d'une péniche de plaisance longue de 38 mètres sur les eaux intérieures.

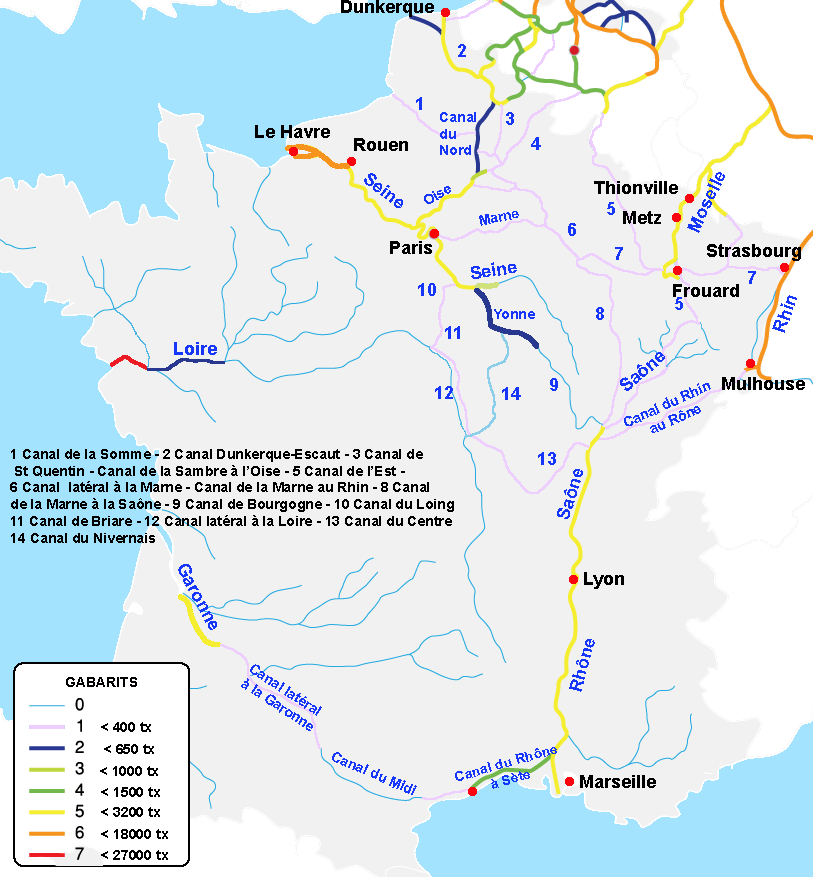
Réseau français eaux intérieures navigables.

Le programme de la formation pratique du permis plaisance extension grande plaisance ne peut être inférieure à 9 heures sur un bateau supérieur à 20 mètres et comporte : 
- préparatifs de mise en marche et mise en marche du moteur ;
- manœuvre d’embarquement ;
- appareillage du quai ;
- opération de mouillage et matelotage ;
- utilisation d'une radio VHF ;
- parcours en rivière ou en canal, laissé à l’appréciation de l'évaluateur et comportant des rencontres d'autres bateaux et des difficultés de navigation normale ;
- Passages d'écluses ;
- Demi-tour ;
- Sécurité et réglementation ;
- manœuvre simulant le sauvetage d'un homme d'équipage tombe à l'eau, celui-ci étant remplace par un objet flottant ;
- Techniques d'amarrages, accostages montants et avalants au quai avec la possibilité d'utiliser l'aide d'une tierce personne qui ne devra exécuter que les ordres qu'il lui donnera ;
- arrêt du moteur ;
- Mécanique :
  - notions générales sur les moteurs à combustion interne, à explosion ;
  - connaissances des éléments du moteur et de leur rôle, recherche des pannes courantes ;
  - réparations usuelles de petit entretien. Entretien normal du moteur, précautions à prendre du point de vue de la sécurité ;
  - réservoir à combustibles liquides et gaz comprime.
- Conduite à tenir en cas de circonstances particulières :
  - mesure à prendre en cas d’avarie ;
  - aveuglement d'une voie d’eau ;
  - utilisation d'outils et de matériel de sauvetage ;
  - premier secours en cas d’accident ;
  - incendie.

Le candidat doit conserver en toutes circonstances de navigation et de manœuvre la maîtrise du bateau et de sa vitesse.

#### L'examen
L'examen à l'extension « grande plaisance eaux intérieures » est une évaluation continue au fur et à mesure les compétences acquises durant la formation pratique d'au moins neuf heures, effectuée par un établissement de formation agréé et sur un bateau de plus de 20 mètres enregistré comme « bateau-école » ou sur la péniche du candidat. Le formateur peut valider au maximum deux groupes d’objectifs par jour de formation. Lorsque l’ensemble des compétences a été validé, la formation est considérée comme effectuée et l’établissement de formation agréé délivre à l’élève une attestation de réussite à la formation.

### Carte de plaisance
« Carte mer » redirige ici. Pour l’article homophone, voir Carte-mère.
Sans être titulaire d'un permis plaisance en eaux intérieures ou du certificat C

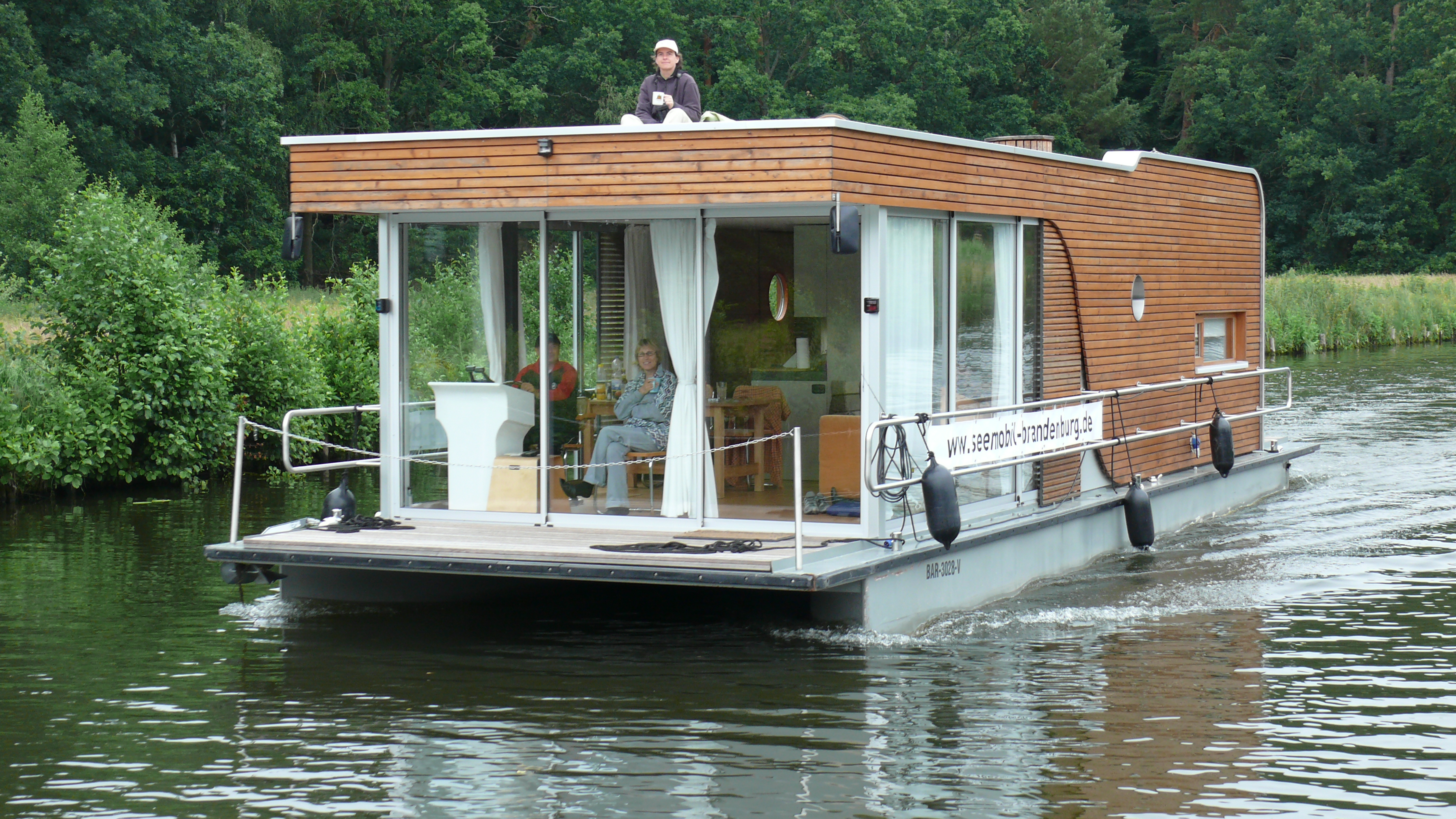
Coche touristique de location.

La carte de plaisance permet à des dates prédéterminées :
- La conduite d'un « coche de plaisance » de location donc la longueur est inférieur à 15 mètres et le taux de motorisation est inférieur à 1,15[19] (la vitesse ne peut jamais atteindre 20 km/h).
- L'entreprise de location dispense une formation suffisante pour la conduite du coche de plaisance en location puis délivre la carte de plaisance[20] pour un seul voyage en eaux intérieures durant la location dans un parcours prédéterminé de « 3e type » (hors des routes des bateaux de commerce).

### Les équivalences
Les titres de conduite des bateaux de plaisance (en eaux maritimes l'option « côtière » ou l'extension « hauturière » et en eaux intérieures l'option « eaux intérieures » ou l'extension « grande plaisance eaux intérieures ») peuvent être obtenus par équivalence avec un titre ou une qualification professionnelle.

#### Les anciens permis plaisance mer
Un système d'équivalence a été mis en place pour tous les anciens titres, délivrés à partir du 16 mars 1966, demeurent valables. Leurs titulaires conservent automatiquement les prérogatives attribuées à ces permis.
- Avant le 15 mars 1966 : 
  - Le permis de conduire les moteurs (deux volets de couleur rouge) : échange à effectuer par un permis plaisance extension hauturière.
- Du 15 mars 1966 au 31 décembre 1992 : 
  - Les permis A, B ou C (trois volets de couleur orange)
    - Le permis A : équivaut au permis plaisance option côtière (mais jusqu'à 5 milles de la côte sans notion d'abri ou jusqu'à 6 milles d'un abri).
    - Le permis B : équivaut au permis plaisance extension hauturière, (La limite des 25 tonneaux a été supprimée)[22].
    - Le permis C : équivaut au permis plaisance extension hauturière.
- Du 1er janvier 1993 au 31 décembre 2007 : carte mer, permis mer, permis mer côtier ou hauturier (titre de couleur blanche, plastifié)
  - Le permis mer : équivaut au permis plaisance extension hauturière.
  - Le permis mer côtier : équivaut au permis plaisance option côtière.
  - Le permis mer hauturier : équivaut au permis plaisance extension hauturière.
  - La carte mer : permet de jour la conduite d'un bateau limité à une puissance de 50 ch (ou avec la mention « navigation de nuit » peut être délivrée après trois années de conduite d'un navire de plaisance)[NB 2] ,[NB 3] et jusqu’à 6 milles d’un abri maritime, dans les eaux territoriales françaises, permet d'utiliser un poste de transmission radioélectrique fonctionnant dans la gamme des ondes métriques 156 MHz à 162 MHz, avec une puissance de 25 W avec/ou sans l'appel sélectif numérique)[6], permet aussi de conduire un bateau de plaisance de longueur jusqu’à 20 m de jour sur un « plan d'eau de navigation intérieure fermé » de « navigation de type 3 »[5] (étangs et lacs sans navire de commerce, sans péniche). La carte mer n'est plus délivrée et permet de se présenter à la formation théorique de 5 heures minimum puis à l'examen théorique en QCM du permis plaisance option eaux intérieures ou du permis plaisance option côtière sans repasser la formation pratique (déjà acquise)[23].

#### Les anciens permis eaux intérieures

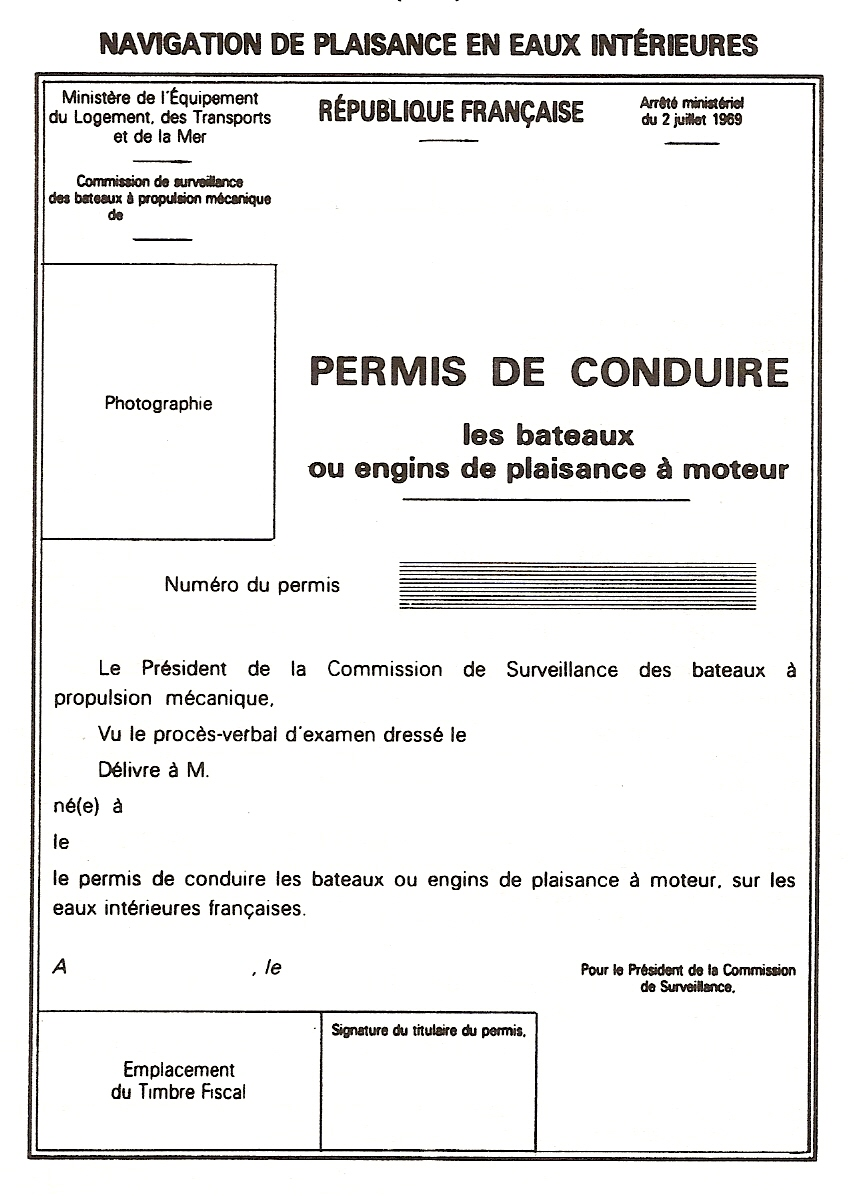
Permis délivré de 1969 à 1992.

Le « permis eau intérieure » est aussi surnommé : « permis rivière » et « permis fluvial ».
Un système d'équivalence mis en place pour tous les anciens titres délivrés. Leurs titulaires conservent automatiquement les prérogatives attribuées à ces permis demeurent valables.
Avant 1992 : 
- Permis de conduire les bateaux ou engins de plaisance à moteur eaux intérieures (deux volets de couleur bleu ou vert) : échange à effectuer par un permis plaisance option eaux intérieures.

Du 1er juillet 1991 au 31 décembre 2007 : Certificat de capacité C, S, PP (deux volets de couleur rose) :
- Le certificat S : équivaut au permis plaisance option eaux intérieures (et permet la conduite en France d’un bateau de sport fortement motorisé non habitable quelle que soit sa longueur [24]).
- Le certificat PP : équivaut au permis plaisance extension grande plaisance en eaux intérieures.
- Le certificat C : permet sur les fleuves, canaux, rivières, étangs et lacs, la conduire d'un « coche de plaisance » en Europe de l'Ouest, bateau de plaisance de moins de 15 mètres de long et donc le taux de motorisation est inférieur à 1,15[19] (la vitesse ne peut jamais atteindre 20 km/h), permet dans les eaux intérieures françaises de se servir d'un poste de transmission radioélectrique fonctionnant dans la gamme des ondes métriques 156 MHz à 162 MHz[6]. Le certificat C n'est plus délivré et reste valable sans équivalence.
Le certificat C permet également de se présenter à la formation pratique de 3 h 30 minimum sans repasser la formation théorique (déjà acquise) pour être titulaire du permis plaisance option eaux intérieures.

Depuis 1991, carte de plaisance :
- La carte de plaisance : permet la conduire d'un « coche de plaisance de location », délivré pour un seul voyage prédéterminé. La carte de plaisance est sans équivalence.

#### Équivalence des permis étrangers
Un permis plaisance étranger permet la délivrance par équivalence d'un titre de conduite des bateaux à moteur de plaisance en France.
Un permis plaisance étranger permet la conduite des bateaux français de plaisance.
| Nationalité du plaisancier    | Origine du permis bateau possédé                       | Délivrance du permis français par équivalence avec un permis étranger | Conduite d'un bateau français avec un permis étranger |
| ----------------------------- | ------------------------------------------------------ | --------------------------------------------------------------------- | --- |
| Française ou Union européenne | Union européenne                                       | Oui si titulaire d'un certificat d’opérateur radio nautique           | Oui dans la limite des prérogatives : * du certificat international de conducteur * ou du titre étranger par ça traduction * et titulaire d'un certificat d’opérateur radio nautique |
| Française ou Union européenne | Hors Union européenne                                  | Oui avec un QCM mer ou/et un QCM eaux intérieures                     | Oui dans la limite des prérogatives : * du certificat international de conducteur * ou du titre étranger par ça traduction * et titulaire d'un certificat d’opérateur radio nautique |
| Hors Union européenne         | Union européenne                                       | Oui avec un QCM mer ou/et un QCM eaux intérieures                     | Oui dans la limite des prérogatives : * du certificat international de conducteur * ou du titre étranger par ça traduction * et titulaire d'un certificat d’opérateur radio nautique |
| Hors Union européenne         | Pays du plaisancier                                    | Non                                                                   | Oui dans la limite des prérogatives : * du certificat international de conducteur * ou du titre étranger par ça traduction * et titulaire d'un certificat d’opérateur radio nautique |
| Hors Union européenne         | Hors du pays du plaisancier (et hors Union européenne) | Non                                                                   | Non |

### Radiotéléphonie de bord

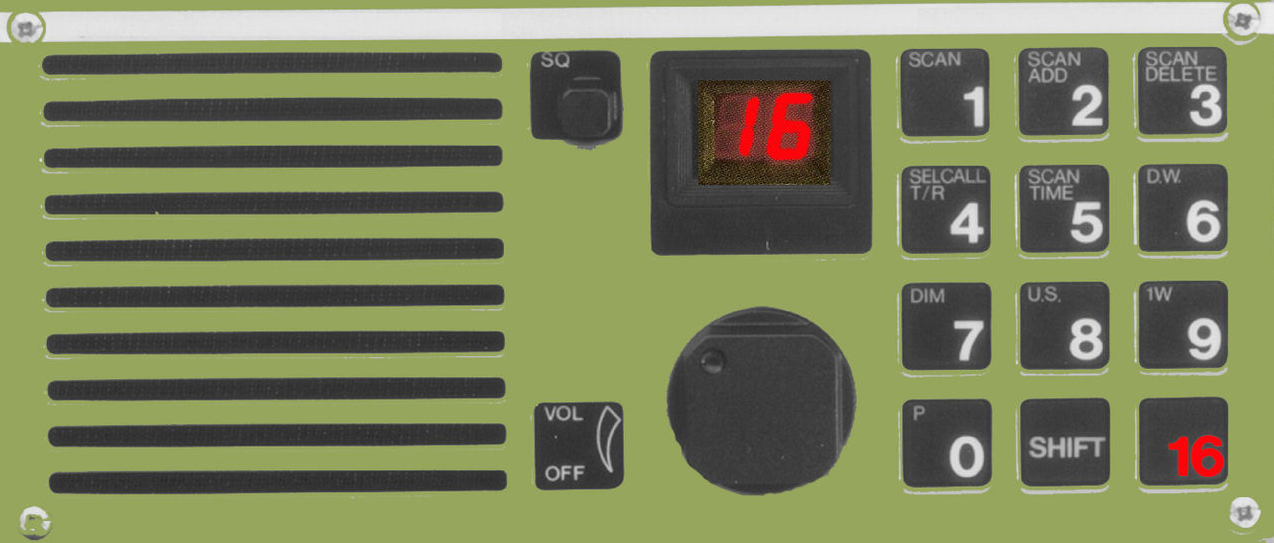
Émetteur récepteur bande VHF marine et fluvial.

Dans les eaux territoriales françaises et uniquement dans les eaux intérieures françaises, l'utilisation des VHF portables de moins de 6W et sans ASN est autorisée sans certificat de radiotéléphoniste.
Le permis plaisance permet :
- dans les eaux territoriales françaises de se servir d'un poste de transmission radioélectrique fonctionnant dans la gamme des ondes métriques 156 MHz à 162 MHz, avec une puissance de 25 W avec/ou sans l'appel sélectif numérique) ;
- et dans les eaux intérieures françaises de se servir d'un poste de transmission radioélectrique fonctionnant dans la gamme des ondes métriques 156 MHz à 162 MHz, avec une puissance recommandé de 1 W (et sans l'appel sélectif numérique sur le canal 70)[6].

En dehors des eaux territoriales françaises ou hors du territoire en eaux intérieures, il faudra passer un certificat de radiotéléphoniste pour utiliser un poste de transmission radioélectrique fonctionnant dans la gamme des ondes métriques 156 MHz à 162 MHz, à bord d'un bateau (exemple : locations de bateaux à l'étranger où un certificat de radiotéléphoniste peut être exigé, par exemple en Croatie).
Canaux les plus utilisés en France par les navires de plaisance
En mer, après l’appel sur le canal 16 les stations conviennent d’un canal de dégagement pour écouler le trafic radiotéléphonique. Une fois la communication terminée, chaque station revienne en veille sur le canal 16 (ou sur le canal 10 sur les fleuves, rivières, canaux, lacs, étangs.)
 
La puissance de la station de bord est comprise entre 0,5 W et 25 W en modulation de fréquence.
| Canal | Utilisations , |
| ----- | --- |
| 06    | Radiocommunications entre navires et air/mer/terre, criées, coordinations des recherches                                                                |
| 08    | Radiocommunications entre navires |
| 09    | Opérations portuaires capitaineries de plaisance, circulations dans les ports de plaisance, ponton services (carburant, entretiens), marina, P maxi 1 W |
| 10    | Veille radio : fleuves, rivières, canaux, lacs, étangs, P maxi 1 W . Douane nautique, CROSS                                                             |
| 13    | Liaison fluvial navire à navire et liaison de sécurité, CROSS, opérations portuaires                                                                    |
| 15    | Interconnexion postes de secours sur les plages, chenal d’accès vers la plage, (convoi fluvial) P maxi 1 W                                              |
| 16    | Canal maritime de détresse et veille d’appel maritime avec dégagement pour écouler le trafic radio                                                      |
| 72    | Radiocommunications privées entre navires |
| 77    | Radiocommunications privées entre navires |

Signaux de sécurité et vie humaine
- Signal de détresse « MAYDAY MAYDAY MAYDAY » pour un aéronef ou un navire dans une situation de catastrophe irrécupérable provoquant la mort des personnes non secourues. (Le synonyme de « MAYDAY » est « • • • — — — • • • » par le code Morse: optique, klaxonne ou radiotélégraphie).
- Signal d'urgence « PANPAN PANPAN PANPAN » sans détresse pour une demande urgente d'une assistance.
- Signal d'urgence médicale « PANPAN MAY-DEE-CAL PANPAN MAY-DEE-CAL PANPAN MAY-DEE-CAL » transport médical ou sans détresse, pour une demande urgente d'une assistance médicale pour un/plusieurs blessé(s) grave(s) ou malade(s) grave(s).
- Signal de sécurité « SÉCURITÉ SÉCURITÉ SÉCURITÉ » information importante exemple: météo, nouveau danger, bouée de chenal à la dérive (décrochée), phare en panne....

### Certificats associatifs
Différentes organisations, associations, écoles de voile, organisent des stages de voile de différents niveaux, initiation, équipier, chef de bord, puis avec éventuellement un examen pour obtenir un certificat associatif de conduite de :
- dériveur,
- catamaran,
- planche à voile,
- croisière côtière, croisière hauturière,

Exemple : Le scoutisme marin délivre également ses propres diplômes. En France, la Commission nationale du Scoutisme marin délivre trois brevets, qui permettent à leurs titulaires de conduire des embarcations à voile voire d'encadrer une flotte de plusieurs navires.

## Dans le monde
Tableau comparatif des permis bateau de plaisance à usage personnel
| Pays        | Permis pour la conduite de voilier de plaisance en mer                                      | Permis pour la conduite de bateau de plaisance à moteur en mer                                                              | Permis pour la conduite de voilier de plaisance en Eaux intérieures (sur les fleuves, canaux, rivières, lacs et étangs) | Permis pour la conduite de bateau de plaisance à moteur en Eaux intérieures (sur les fleuves, canaux, rivières, lacs et étangs) |
| ----------- | ------------------------------------------------------------------------------------------- | --- | --- | --- |
| Allemagne   | pour toutes les catégories                                                                  | pour une puissance > 15 chevaux                                                                                             | pour une surface vélique > 6 m2 à/environ Berlin(surface vélique > 12 m2 sur le lac de Constance)                       | pour une puissance d'hélice > 3,68 kW (5 ch) (moteur > 4,4 kW sur le lac de Constance)                                          |
| Autriche    | toutes les catégories                                                                       | pour une puissance > 5 chevaux                                                                                              | | pour une puissance > 5 chevaux (4,4 kW sur le lac de Constance)                                                                 |
| Belgique    | non obligatoire (sauf Escaut maritime inférieur)                                            | non obligatoire (sauf Escaut maritime inférieur)                                                                            | pour une longueur >= 15 m ou une vitesse > 20 km/h                                                                      | pour une longueur >= 15 m ou une vitesse > 20 km/h                                                                              |
| Danemark    | permis volontaire                                                                           | pour une puissance > 18 chevaux                                                                                             | | |
| Espagne     | pour une longueur > 5 m                                                                     | pour une longueur > 4 m et pour une puissance > 14 chevaux                                                                  | | |
| Finlande    | sans                                                                                        | sans | | |
| France      | sans                                                                                        | pour une puissance > 4,5 kW (6,03 chevaux)                                                                                  | voilier disposant d'un moteur > 4,5 kW                                                                                  | pour une puissance > 4,5 kW (6,03 chevaux)                                                                                      |
| Grèce       | sans                                                                                        | pour une puissance > 2,5 chevaux ou semi-rigides > 10 chevaux                                                               | | |
| Irlande     | sans                                                                                        | sans | | |
| Italie      | pour toutes les catégories                                                                  | pour une puissance > 40 chevaux)                                                                                            | | |
| Luxembourg  | pour toutes les catégories                                                                  | pour toutes les catégories                                                                                                  | | |
| Norvège     |                                                                                             | pour une longueur > 8 m ou pour une puissance > 25 kW (Un conducteur né avant le 1er janvier 1980 est dispensé d'un permis) | | pour une longueur> 8 m ou pour une puissance> 25 kW (Un conducteur né avant le 1er janvier 1980 est dispensé d'un permis)       |
| Pays-Bas    | pour les ports : pour une longueur ≥ 15 m ou si capable d'une vitesse ≥ 20 km/h avec moteur | pour les ports : pour une longueur ≥ 15 m ou si capable d'une vitesse ≥ 20 km/h                                             | pour une longueur ≥ 15 m ou si capable d'une vitesse ≥ 20 km/h avec moteur                                              | pour une longueur ≥ 15 m ou si capable d'une vitesse ≥ 20 km/h                                                                  |
| Pologne     |                                                                                             | | | pour une longueur > 13 m ou pour une puissance > 75 kW ou pour une vitesse > 15 km/h                                            |
| Portugal    | pour toutes catégories                                                                      | pour toutes catégories | | |
| Royaume-Uni | sans                                                                                        | sans | | Licence de la Royal Yachting Association.                                                                                       |
| Suède       | pour une longueur > 12 m                                                                    | pour une longueur > 12 m et une largeur > 4 m                                                                               | | |
| Suisse      | pour une surface vélique > 15 m2                                                            | pour une puissance > 6 kW                                                                                                   | pour une surface vélique > 15 m2,                                                                                       | pour une puissance> 6 kW, (4,4 kW sur le lac de Constance)                                                                      |

Au Québec
Depuis le 15 septembre 2009, tout Québécois qui opèrent une embarcation à moteur se doivent de posséder leur permis bateau.
Le permis s'obtient par le suivi d'une formation sur les connaissances nautiques de base à posséder établi par le ministère des Transports du Canada. À la suite de cette formation, le passage d'un examen théorique est requis.
Le permis obtenu est valide à vie et il est possible de suivre la formation et l'examen en ligne ou directement dans un groupe de formation.

## Certificat international de conducteur d'embarcations de plaisance

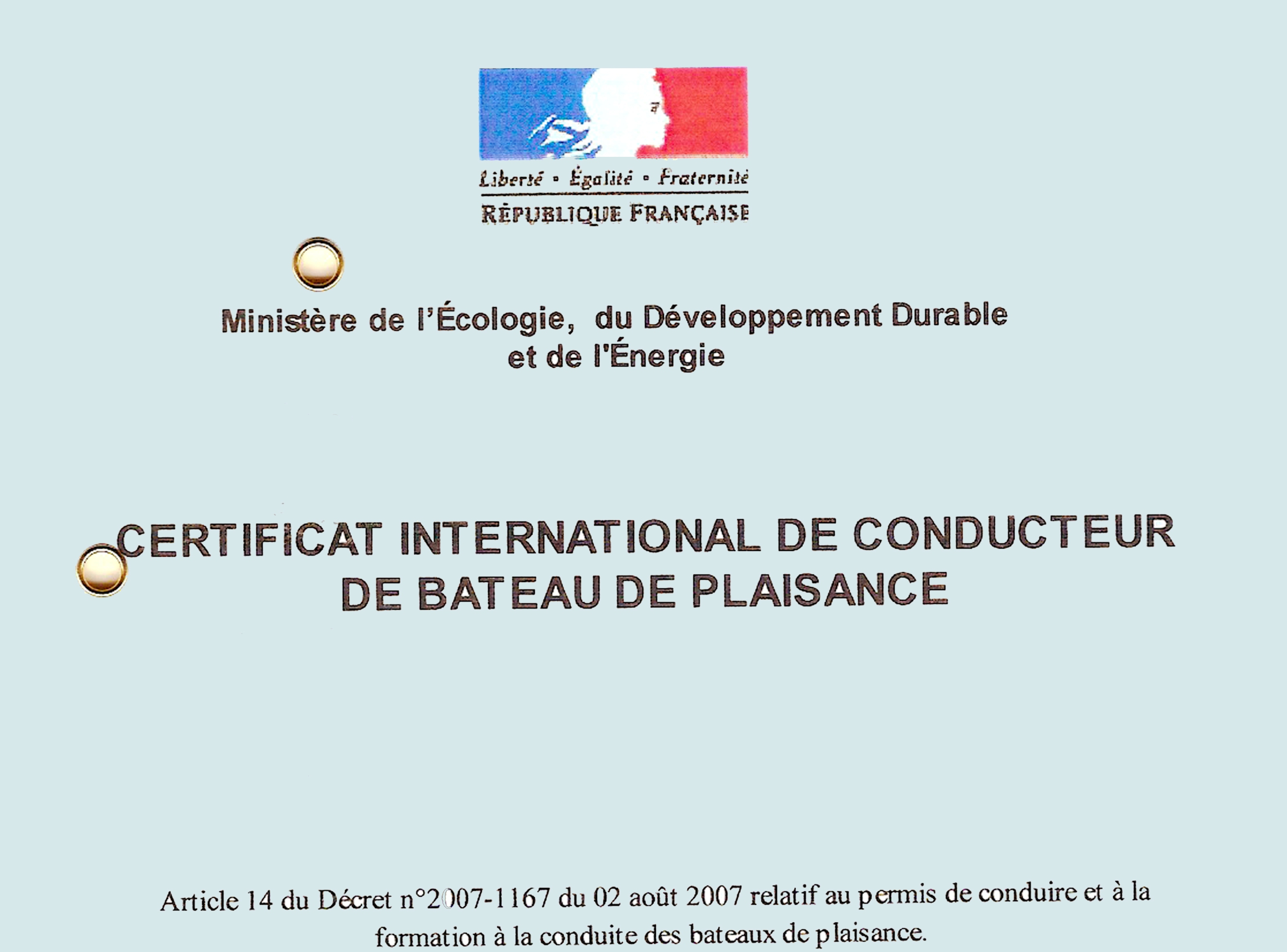
Recto du certificat international de conducteur de bateau de plaisance délivrés par la France.

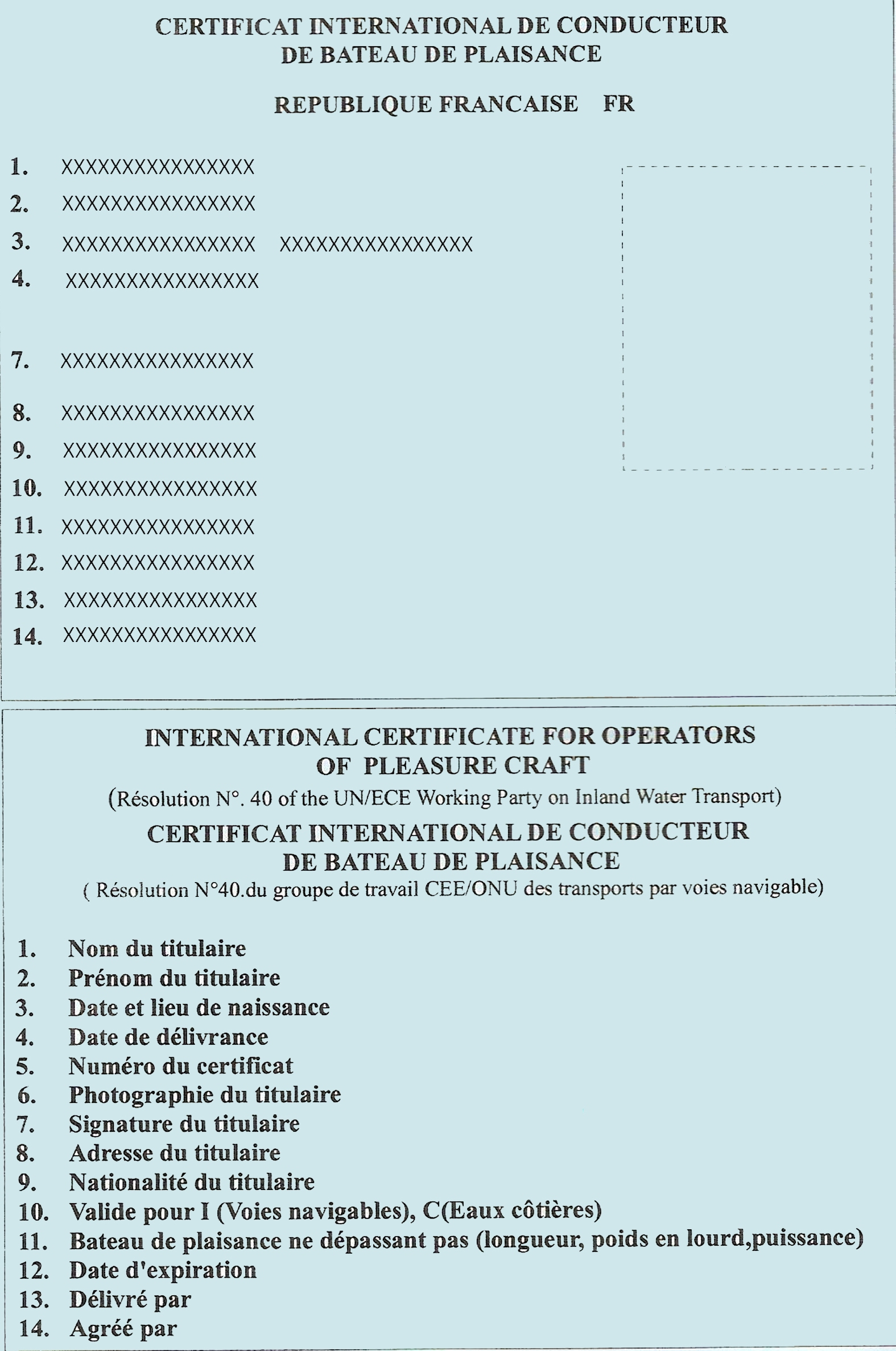
Verso du certificat international de conducteur de bateau de plaisance délivrés par la France.

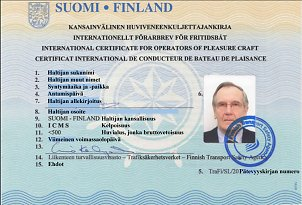
Verso du certificat international de conducteur de bateau de plaisance délivrés par la Finlande.

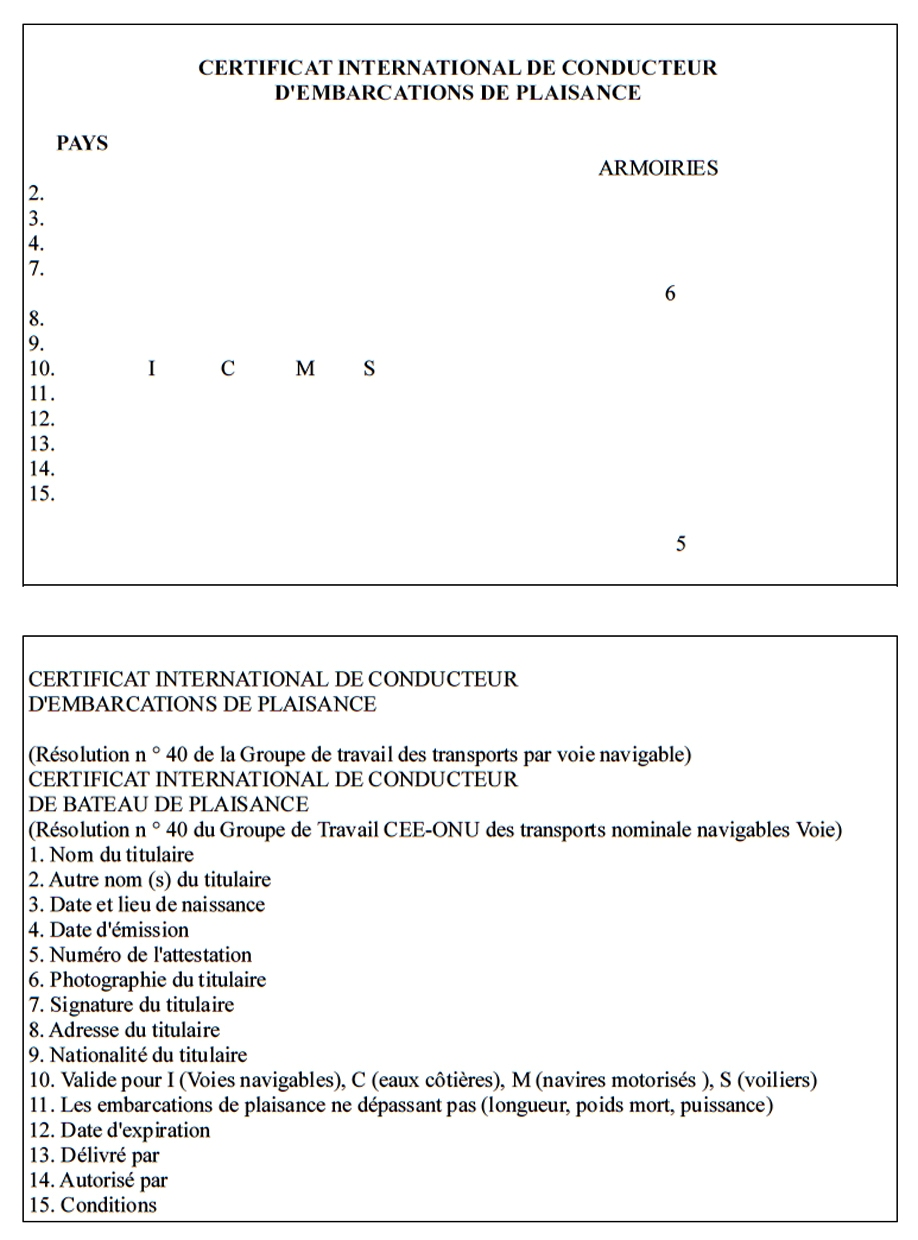
Verso du modèle ONU-CEE de la résolution No 40 du certificat international de conducteur de bateau de plaisance.

Un certificat international de conducteur d'embarcations de plaisance à usage personnel désigné CPI est simplement une traduction officielle internationale convenue du permis national :
- pour effectuer des navigations côtières le long des états étrangers,
- pour des traversées transocéaniques entre plusieurs pays par les océans et par les mers, (transit),
- pour naviguer dans les voies intérieures des États étrangers : fleuves, rivières, canaux et lacs.

Le certificat international de conducteur d'embarcations de plaisance est accompagné d’un certificat de radiotéléphoniste.

### Application du certificat international
Le certificat international de conducteur d'embarcations de plaisance peut être délivré à toute personne qui a terminé avec succès une licence nationale de plaisance ou un permis bateau de plaisance ou a passé avec succès un examen pour prouver la compétence nécessaire pour conduire les embarcations de plaisance,. De manière significative, la résolution no 40 définit les exigences relatives aux compétences nautiques, techniques et règlementaires à atteindre et avec un âge minimum de 16 ans pour la délivrance du certificat international de conducteur de bateau de plaisance indépendamment des différents systèmes nationaux de produire les certificats de compétence pour chaque pays.
Les gouvernements peuvent désigner des autorités compétentes pour délivrer le certificat international de conducteur de bateau de plaisance en leur nom.
Le certificat international de conducteur de bateau de plaisance est acceptée dans les pays qui ont adopté la résolution no 40 du comité des transports intérieurs de la Commission économique pour l'Europe et de l'Organisation des Nations unies (ONU).
Le certificat international de conducteur d'embarcations de plaisance n'est pas nécessaire pour un conducteur titulaire d'un permis bateau de plaisance d'un État de l'Union européenne (avec la traduction d'un traducteur assermenté) pour naviguer dans les eaux côtières des pays méditerranéens et de l'Europe de l'Ouest.
Descriptions des mentions
Le certificat international de conducteur d'embarcations de plaisance porte les significations suivante :
1. Nom du titulaire
2. Autre(s) nom(s) du titulaire
3. Date et lieu de naissance
4. Date de délivrance
5. Numéro du certificat
6. Photographie du titulaire
7. Signature du titulaire
8. Adresse du titulaire
9. Nationalité du titulaire
10. Valide pour I (Voies navigables intérieures), C (Eaux côtières), M (Bateaux motorisés), S (Voiliers)
11. Bateau de plaisance ne dépassant pas (longueur, poids en lourd, puissance)
12. Date d'expiration
13. Délivré par
14. Agréé par
15. Conditions

En France
Les titulaires d'un permis « eaux intérieures », ainsi que de l'extension « grande plaisance eaux intérieures » ainsi que les certificats de capacité fluviaux « S » et « PP », peuvent obtenir, sur leur demande un certificat international de conducteur de bateau de plaisance pour conduire leur bateau dans les eaux intérieures d'un autre pays de la communauté européenne et dans les pays qui ont adopté la résolution no 40 du comité des transports intérieurs CEE-ONU.
Une personne titulaire du permis plaisance option eaux intérieures ou du certificat de capacité S, aura par équivalence sur son certificat international de conducteur de bateau de plaisance les mentions :
- 10. _ I
- 11. _ Longueur < 20 m[4] - sans limitation de puissance motrice

Pour naviguer en mer le long des États étrangers les titulaires d'un permis plaisance Français doivent avoir les traductions du permis français dans les langues des pays où la navigation côtière sera effectuée. Les autorités françaises ne délivrent pas de certificat international de conducteur de bateau de plaisance pour naviguer en mers et sur les océans.

### Délivrance du certificat international
Conditions requises pour la délivrance d'un certificat international de conducteur de bateau de plaisance.
1. Sur présentation du certificat national officiel de capacité, son détenteur peut obtenir, à la demande, un certificat international du pays qui a délivré le certificat national sans avoir à subir un autre examen, si les conditions requises énoncées de la présente partie sont remplies :
  - être âgé de 16 ans révolus ;
  - être physiquement et mentalement apte à conduire un bateau de plaisance et, en particulier, avoir une acuité visuelle et auditive suffisante ;
  - avoir subi avec succès un examen établissant la capacité nécessaire pour conduire un bateau de plaisance.
2. Dans les cas autres que ceux évoqués, un certificat international ne peut être délivré au demandeur conformément aux conditions requises et qu'après qu'il aura subi un examen avec succès.
  - Pour obtenir un certificat international, le demandeur doit :
    - être âgé de 16 ans révolus ;
    - être physiquement et mentalement apte à conduire un bateau de plaisance et, en particulier, avoir une acuité visuelle et auditive suffisante ;
    - avoir subi avec succès un examen établissant la capacité nécessaire pour conduire un bateau de plaisance.

  - Le demandeur doit prouver au moyen d'un examen :
    - qu'il possède une connaissance suffisante de la réglementation concernant la conduite d'un bateau de plaisance et les connaissances nautiques et techniques requises pour naviguer en toute sécurité sur les voies navigables et/ou les eaux côtières, et
    - qu'il est capable de mettre ces connaissances en pratique.

  - Cet examen portera sur les zones de navigation (voies navigables et/ou eaux côtières) et doit porter au moins sur les questions spécifiques suivantes :
    - Une connaissance suffisante de la réglementation pertinente et des publications nautiques : réglementations de la circulation en vigueur sur les voies navigables, en particulier le code européen des voies de navigation intérieure, et/ou dans les eaux côtières, en particulier les règles pour prévenir les abordages en mer, y compris les aides à la navigation (marquage et balisage des voies navigables).
    - La capacité à mettre en pratique les connaissances nautiques et techniques :
      - connaissance générale du bateau, de l'utilisation et du transport du matériel de sécurité et de l'utilisation du moteur/des voiles,
      - conduite du bateau et compréhension de l'influence du vent, du courant, de leur interaction et du tirant d'eau limité,
      - conduite à avoir pour croiser et dépasser d'autres bateaux,
      - ancrage et mouillage dans toutes les conditions,
      - manœuvres dans les écluses et les ports,
      - connaissance générale des conditions météorologiques,
      - connaissance générale de la navigation, en particulier déterminer une position et choisir une route sûre.

    - Comportement dans des circonstances particulières :
      - principes de prévention des accidents (manœuvres en cas de chute d'une personne par-dessus bord),
      - mesures à prendre en cas de collision, de panne de moteur et d'échouage, y compris le colmatage d'une voie d'eau, l'assistance dans les cas d'urgence,
      - utilisation des dispositifs et du matériel de sauvetage,
      - prévention et lutte contre les incendies,
      - éviter de polluer l'eau.

### Histoire du certificat international

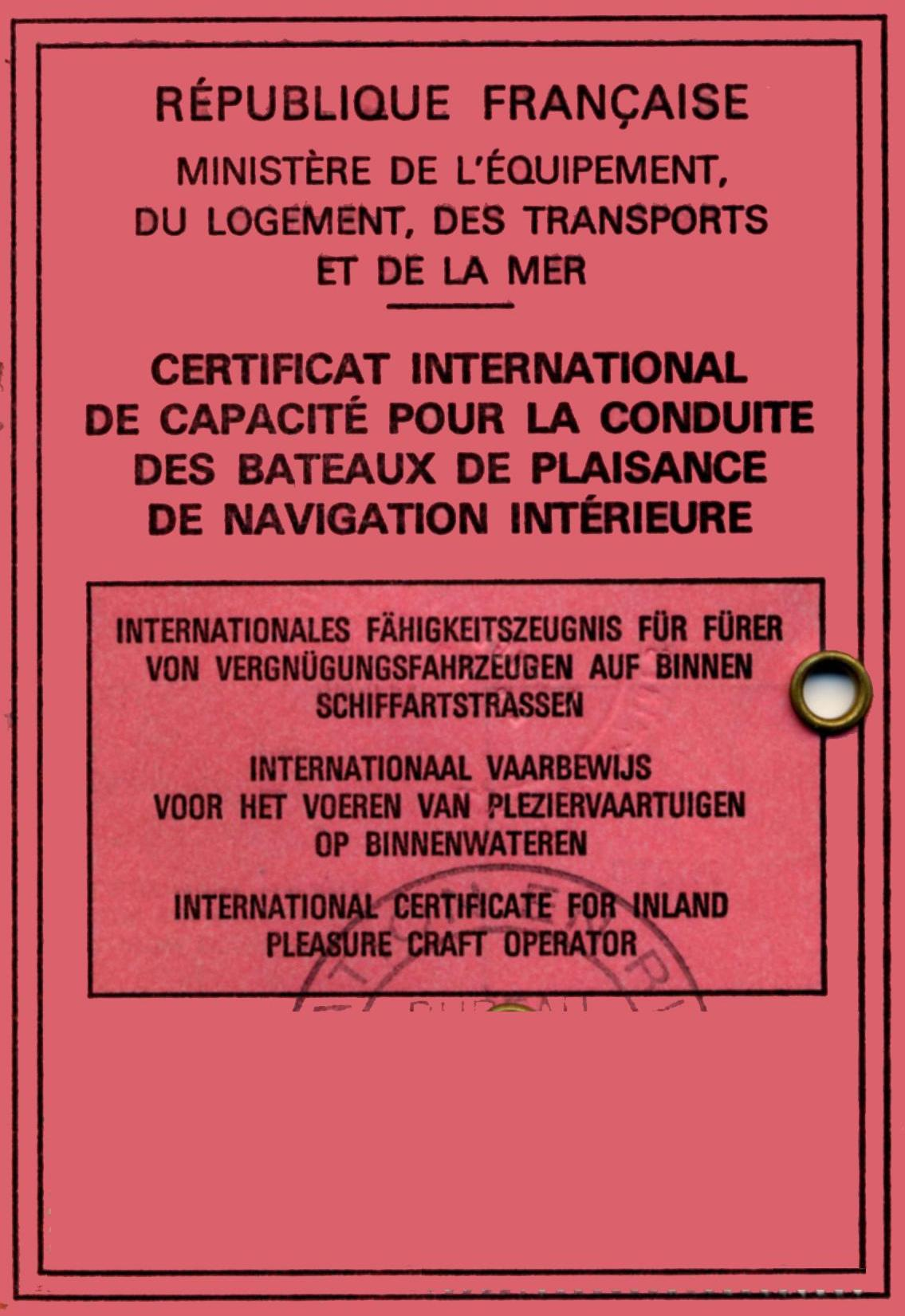

Les origines du certificat international de conducteur de bateau de plaisance est née de la Commission centrale pour la navigation du Rhin pour la navigation sur le Rhin et sur le Danube et le besoin que les conducteurs de bateau de plaisance étaient compétents pour assurer la sécurité de la navigation et la protection de l'environnement tout en se déplaçant d'un pays à l'autre. En conséquence, depuis 1850 un groupe de travail adopte les résolutions, puis l'organisation des Nations unies sur les transports par voie navigable a adopté plusieurs résolutions, qui a recommandé l'introduction d'un document européen pour un certificat international de conduite des bateaux de plaisance intérieure pour fournir des garanties. La résolution visait également à faciliter la « navigation intérieure de plaisance en Europe ». Jusque-là, les conducteurs avaient des certificats de conduite de bateau plaisance pour chaque pays traversé.
Le groupe de travail des transports par voie navigable du comité des transports intérieurs de la commission économique pour l'Europe (CEE-ONU) a estimé que la résolution 14 nécessaire à la mise à jour et le renforcement et le 16 octobre 1998, le groupe de travail a adopté les révisions que la résolution no 40, ce qui a remplacé la résolution 14.
Le certificat international de conducteur de bateau de plaisance créé dans la résolution 40. Désigné « certificat international de compétence » (CPI) n'est applicable que lorsque l'état à visiter a également adopté ou reconnaît en tant que norme de compétence valide le certificat international de conducteur de bateau de plaisance français.
Certificat international de capacité « C, S, PP » pour la conduite des bateaux de plaisance de navigation intérieure en Europe sur les fleuves, rivières, canaux, lacs, étangs. Délivré du 1er juillet 1991 au 31 décembre 2007 : (deux volets de couleur rose).

## Permis professionnels

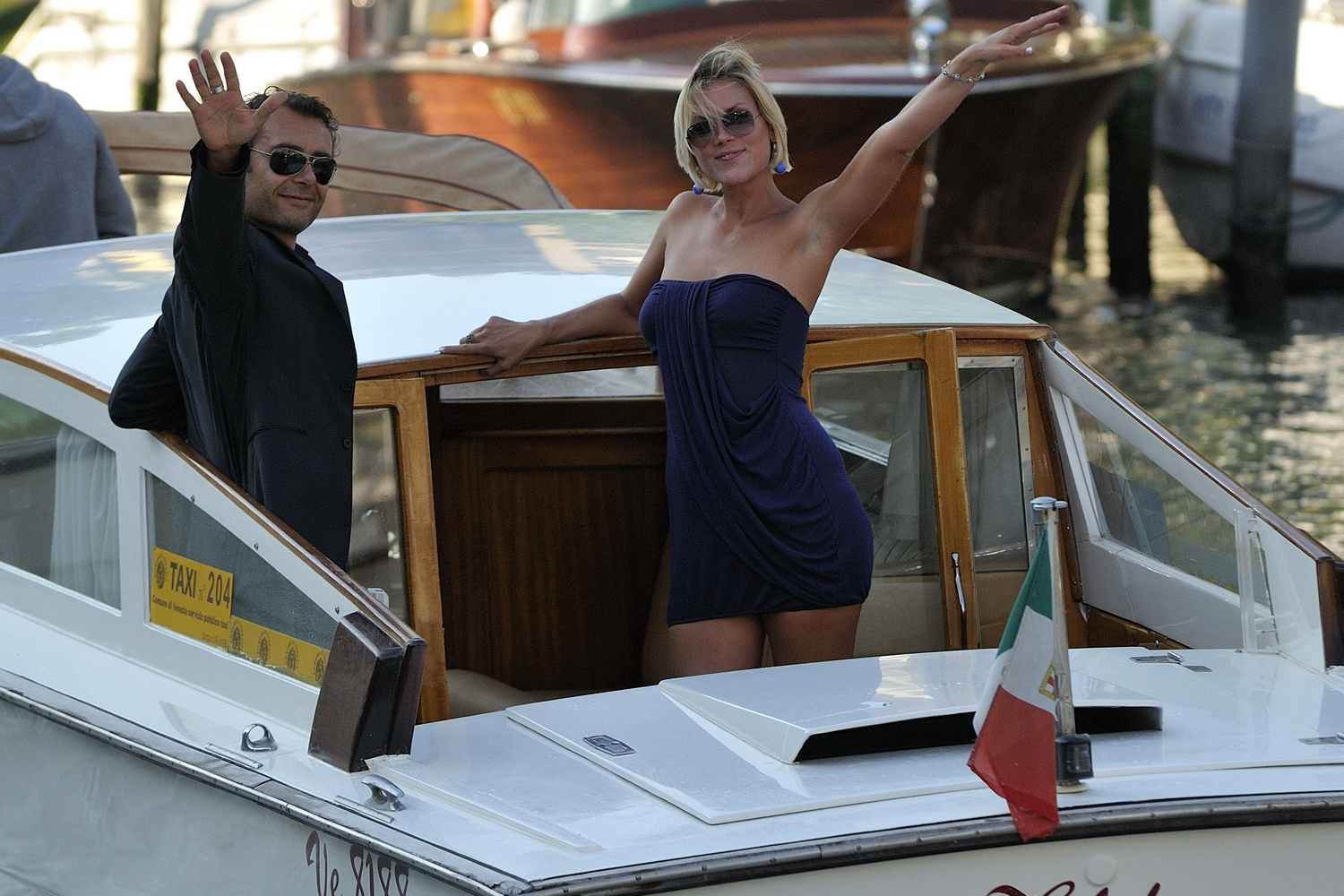
Transport de passagers dans un bateau taxi.

Les permis professionnels de bateau de plaisance sont utilisés :
- pour exercer un métier sur un bateau de plaisance
- pour le transport à titre onéreux de passagers dans un bateau de plaisance[55],
- pour le convoyage à titre onéreux de bateau de plaisance,
- pour la conduite à titre onéreux de yacht de location avec équipage, de yacht de croisière à la demande, yacht de promenade des passagers, croisière en catamaran, excursion, yacht de découverte de la mer, de la navigation, etc.

Le tout sur un bateau conçu pour la plaisance de type :
- Bateaux pour excursions journalières : ce sont les bateaux qui ne peuvent recevoir et transporter des passagers que pour des seules prestations de promenades et ou de restauration et qui excluent toutes possibilités d'hébergement à bord.
- Bateaux à cabines : ce sont les bateaux équipés et agréés à cette fin pouvant recevoir, transporter et héberger à son bord des passagers.

Ces bateaux de plaisance sont généralement homologués « NUC » (navire de plaisance à utilisation commerciale).
Les capitaines de yacht en Europe sont constitués de 80 % de ressortissants britanniques, y compris sur le littoral français et en mer Méditerranée

### Permis professionnels en mer
Les titres professionnels STCW 95 pour la conduite des bateaux de plaisance.
- Capitaine de yacht 200[60] pour la navigation en cabotage
- Capitaine 200 voile[61],[62].
- Chef de quart de yacht 500[63],[64] avec éventuellement le module voile
- Capitaine de yacht 500[63] avec éventuellement le module voile
- Capitaine de yacht 3000[65] avec éventuellement le module voile
- L'ancien « brevet de patron à la plaisance voile » (n'est plus délivré[66]) conversion en brevet de capitaine 200 voile[67].
- Et avec un recyclage tous les cinq ans de l'enseignement médical pour assurer les soins d’urgence et sous le contrôle du centre de consultation médicale maritime (CCMM) pour dispenser des soins médicaux de manière à sauvegarder la vie à bord des navires en mer dans leur situation d’isolement en attendant une évacuation vers une structure médicalisée ou l’intervention d’un médecin[68].

Les titres professionnels pour la conduite des bateaux de plaisance sont évolutifs en fonction du nombre de mois passé en mer. Exemple : Le brevet de capitaine yacht 500 permet d'exercer les fonctions d'officier chargé du quart à la passerelle, de second capitaine puis de capitaine sur les navires de plaisance de jauge brute inférieure à 500, avec une limitation de distance des côtes puis sans limitation de distance des côtes ; puis permet d'exercer les fonctions d'officier chargé du quart à la passerelle puis de second capitaine sur les navires de plaisance de jauge brute inférieure à 3000.
Le brevet de capitaine est revalidé tous les 5 ans par les Affaires maritimes, le capitaine doit justifier de 730 jours minimum de navigation professionnelle dans cette période de 5 ans, avec une remise à niveau des modules :
- de secouriste,
- Médecine d'urgence[68]
- Brevet d'aptitude à l'exploitation des embarcations, radeaux de sauvetage et canots de secours[71]
- stage incendie[72]
- Certificat radio maritime SMDSM[73] :
  - certificat restreint d'opérateur (SRC) Short Range Certificate : pour tous les navires en zone A1 ;
  - certificat spécial d'opérateur : dans toutes les zones pour les navires de plaisance à utilisation commerciale français de jauge brute inférieure à 500 UMS ;
  - certificat général d'opérateur (LRC) Long Range Certificate : pour tous les navires et pour toutes les zones.

#### Officier passerelle
Tableau des fonctions, permis, titres et conditions exigées pour la conduite professionnelle des navires de mer de plaisance
| Fonction service à la passerelle Skipper                                             | Yacht < 200 UMS Bateau à moteur de longueur jusqu'à ~ 24 mètres Voilier de longueur jusqu'à ~ 30 mètres | Yacht < 500 UMS Bateau à moteur de longueur jusqu'à ~ 45 mètres Voilier de longueur jusqu'à ~ 50 mètres | Yacht < 3 000 UMS Yacht < 1600 tonneaux longueur jusqu'à ~ 100 mètres |
| ------------------------------------------------------------------------------------ | --- | --- | --------------------------------------------------------------------- |
| Capitaine                                                                            | Capitaine 200 voile Capitaine de yacht 200                                                              | Capitaine de yacht 500 plus le module voile éventuellement                                              | Capitaine de yacht 3000 plus le module voile éventuellement           |
| Second capitaine pour naviguer plusieurs jours à plus de 60 milles du port d’attache | Capitaine 200 voile Capitaine de yacht 200                                                              | Chef de quart de yacht 500 plus le module voile éventuellement                                          | Capitaine de yacht 500 plus le module voile éventuellement            |
| Officier chargé du quart à la passerelle pour être plus de 8 h par jour en mer,      | Capitaine 200 voile Capitaine de yacht 200                                                              | Chef de quart de yacht 500 plus le module voile éventuellement                                          | Capitaine de yacht 500 plus le module voile éventuellement            |

#### Officier service machine

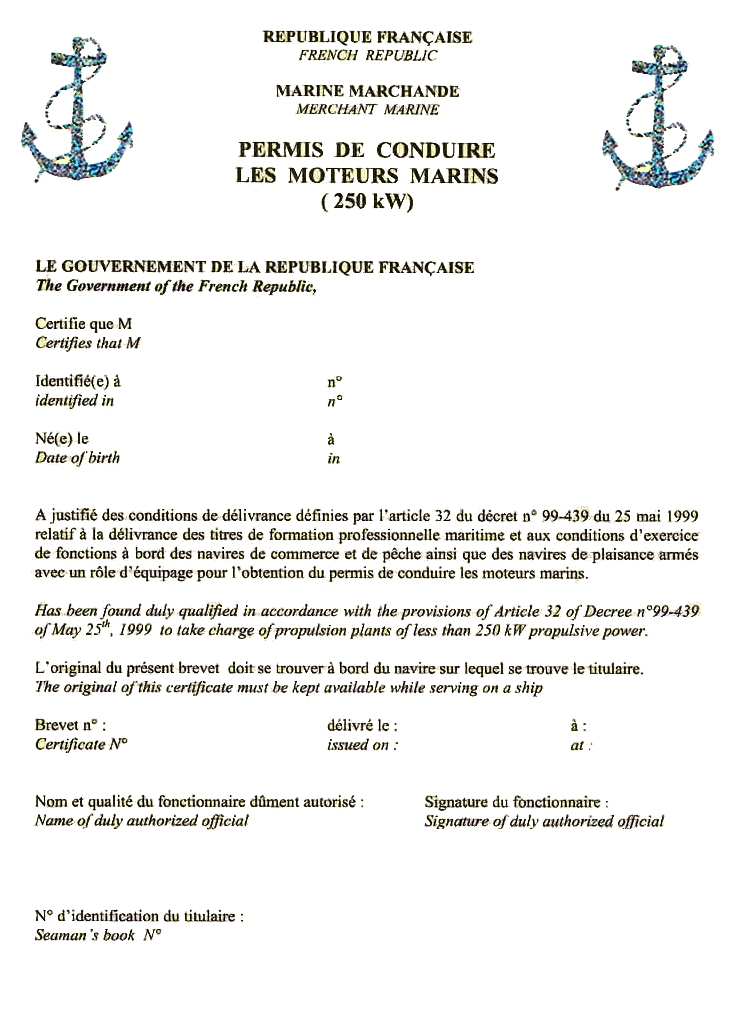
Permis de conduire les moteurs marins 250 kW.

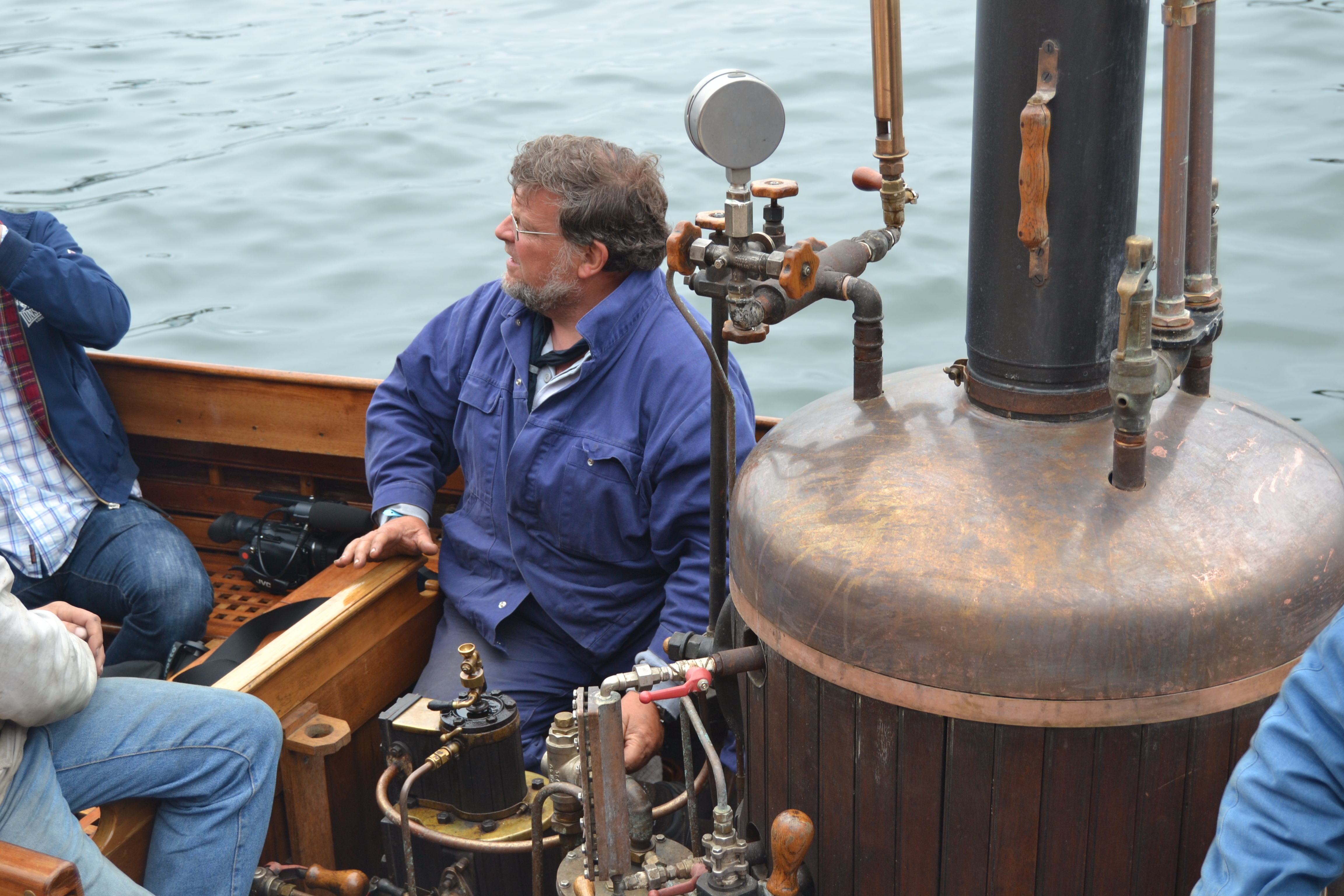
Conduite d'une machine à vapeur.

Les titres professionnels STCW 95 pour le service machine et propulsions des bateaux de plaisance.
- Permis de conduire les moteurs marins 250 kW[80]
  - avec éventuellement le module machine à vapeur[NB 11].
- Brevet de mécanicien 750 kW[81]
  - avec éventuellement le module machine à vapeur.
- Brevet de chef mécanicien de yacht 3 000 kW[82]
  - avec éventuellement le module :
 machine à turbine
 machine à vapeur.

Les mécaniciens de yacht doivent en outre détenir les qualifications suivantes :
- secouriste et validation d'un enseignement médical[83] ;
- certificat de qualification avancée à la lutte contre l'incendie[84] ;
- brevet d'aptitude à l'exploitation des embarcations, radeaux de sauvetage et canots de secours[85].

Les titres professionnels pour la conduite des moteurs marins sont évolutifs en fonction du nombre de mois passé en mer.
- Exemple d'évolutions du brevet de chef mécanicien de yacht 3 000 kW[86] :
- Brevet de chef mécanicien de yacht 3 000 kW limité à 200 UMS,
- Brevet de chef mécanicien de yacht 3 000 kW limité à 500 UMS,
- Brevet de chef mécanicien de yacht 3 000 kW.

Les yachts avec des moteurs de plus de 3 000 kW sont avec un équipage de la marine marchande.
Tableau des fonctions, titres et conditions exigées pour le service machine des navires de plaisance
| Fonction service machine moteur de propulsion                                           | Yacht avec une propulsion < 250 kW                                                  | Navire avec une propulsion < 750 kW | Yacht avec une propulsion < 3 000 kW        |
| --------------------------------------------------------------------------------------- | ----------------------------------------------------------------------------------- | ----------------------------------- | ------------------------------------------- |
| Chef mécanicien dénommé ingénieur de yacht                                              | Brevet de capitaine de yacht 200 titulaire du permis de conduire les moteurs marins | Brevet de mécanicien 750 kW         | Brevet de chef mécanicien de yacht 3 000 kW |
| Second mécanicien pour naviguer plusieurs jours à plus de 60 milles du port d’attache . | Brevet de capitaine de yacht 200 titulaire du permis de conduire les moteurs marins | Brevet de mécanicien 750 kW         | Brevet de chef mécanicien de yacht 3 000 kW |
| Officier chargé du quart à la machine en fonction du nombre d'heures à passer en mer    | Brevet de capitaine de yacht 200 titulaire du permis de conduire les moteurs marins | Brevet de mécanicien 750 kW         | Brevet de chef mécanicien de yacht 3 000 kW |

### Permis professionnels en eaux intérieures
Le certificat de capacité professionnel en tourisme fluvial permet à titre onéreux et professionnel, la conduite saisonnière de bateaux sur un parcours prédéterminé exclusivement sur les fleuves, canaux, rivières, lacs et étangs,.
- Certificat de capacité PA[NB 15] pour la conduite saisonnière de bateaux non motorisés dont la taille ne peut excéder 15 mètres de longueur, exemple pilote de Gabare....
- Certificat de capacité PB[NB 16] pour la conduite saisonnière de bateaux dont la taille ne peut excéder 35 mètres de longueur.
- Certificat de capacité B[NB 17] pour la conduite de bateaux dont la taille ne peut excéder 120 mètres de longueur[92],[93].

De plus est exigée les qualifications suivantes : 
- un certificat restreint de radiotéléphoniste du service mobile fluvial ;
- une attestation de PSC ;
- une formation à la lutte contre l'incendie ;
- une formation en radeaux de sauvetage, canots de secours ;
- une attestation spéciale radar, pour certaines sections de voie d’eau ;
- une attestation spéciale passagers (pour plus de 12 personnes transportées en plus de l'équipage).